# Gdynia
Gdynia (wymowaⓘ, kaszub. Gdiniô, niem. Gdingen) – miasto na prawach powiatu w północnej Polsce, w województwie pomorskim, położone nad Morzem Bałtyckim, na Pobrzeżu Gdańskim i Pojezierzu Wschodniopomorskim. Wchodzi w skład Trójmiasta (wraz z Gdańskiem i Sopotem), jest zatem jednym z miast centralnych aglomeracji Trójmiasta. Według stanu na 30 czerwca 2024 roku Gdynia liczy ok. 240,5 tys. mieszkańców (dwunaste miejsce w Polsce). Po nowym podziale działek terenu morskiego zwiększyła powierzchnię do 391 km² (wcześniej 135,1 km²) z czego 66 proc. obejmuje obszar morski. Jest najludniejszym w Polsce miastem niewojewódzkim.
Prawa miejskie Gdynia uzyskała 4 marca 1926 roku. Impulsem do rozwoju miasta była budowa portu, który powstał w celu zapewnienia Polsce dostępu do morskich szlaków i bazy marynarki wojennej wobec niepewnej sytuacji w Wolnym Mieście Gdańsku. Szybki napływ ludności i dynamiczny rozwój portu sprawiły, że w ciągu kilkunastu lat po nadaniu praw miejskich Gdynia ze wsi rybackiej przekształciła się w miasto zamieszkane przez blisko 130 tys. osób (1939).

## Środowisko naturalne

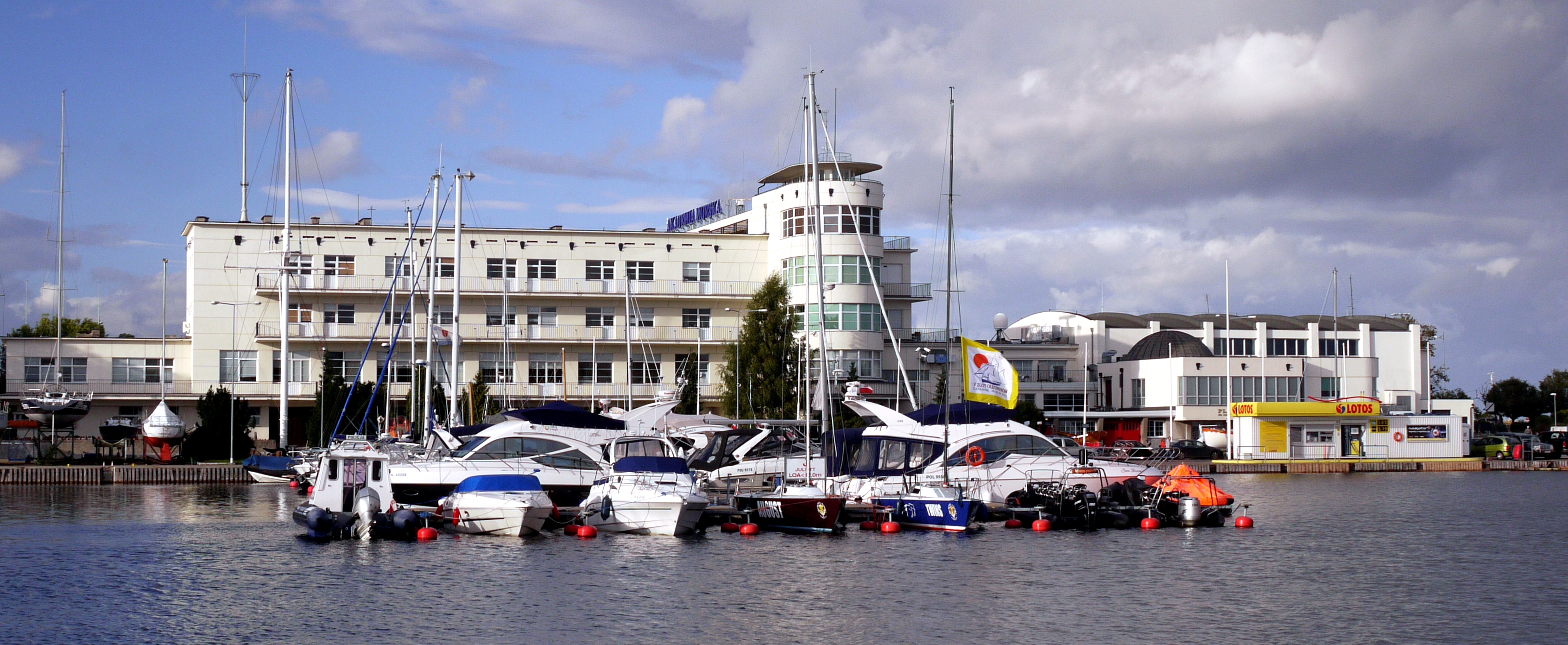
Dom Żeglarza Polskiego zbudowany w 1937 roku stanowi kwintesencję modernizmu charakterystycznego dla przedwojennej Gdyni

Graniczy z powiatami kartuskim, puckim, wejherowskim i miastami Gdańsk oraz Sopot. Przez miasto płyną małe rzeki: Kacza oraz Chylonka. Gdynia znajduje się na 2. miejscu pod względem ludności i powierzchni w województwie pomorskim, a 12. pod względem ludności i trzecim pod względem powierzchni w Polsce. Powierzchnia miasta wynosi 391,5 km². Najniżej położonym miejscem jest tafla wody Zatoki Gdańskiej – 0 m n.p.m. Najwyższe wzniesienie to Góra Donas o wysokości 206,5 m n.p.m.

### Klimat
Gdynia znajduje się w strefie klimatu umiarkowanego, przejściowego między morskim a kontynentalnym, który modyfikowany jest pod wpływem bezpośredniego sąsiedztwa Morza Bałtyckiego. W zależności od pory roku morze podwyższa bądź obniża temperaturę powietrza w stosunku do głębi lądu, tzn. gdy temperatura morza jest wyższa niż powietrza, ogrzewa atmosferę, oddając ciepło i analogicznie na odwrót. Średnia temperatura w styczniu to −0,9 °C, a w lipcu to 17,2 °C, natomiast średnia roczna to 7,9 °C. Miasto jest jednym z najbardziej nasłonecznionych miejsc w Polsce, zwłaszcza w maju i czerwcu, gdy średnie nasłonecznienie wynosi 20,66 MJ/m². Także pod względem wilgotności wykazuje większe wartości, które w miesiącach zimowych wynoszą około 82%, natomiast najmniejsze wartości notuje się w czerwcu – 74%, a także występuje większa liczba dni mglistych. W okresie rocznym największy średni poziom dobowego zachmurzenia występuje w okresie od listopada do lutego, a najniższy – w maju i czerwcu. Upodabnia to Gdynię do warunków występujących w pozostałej, nizinnej części Polski. Pod względem opadów największe są w lipcu – 70 mm, a najmniejsze w marcu – 23 mm. Położenie w cieniu opadowym Pojezierza Pomorskiego powoduje, że suma roczna opadu atmosferycznego jest niższa o ok. 100 mm w stosunku do reszty kraju i wynosi 535 mm. Wiatry przeważnie wieją z kierunku zachodniego i południowo-zachodniego, wykazując dużą zmienność kierunku i prędkości, a w okresie wiosennym szczególnie dostrzegalna jest cyrkulacja bryzowa. Ze względu na zróżnicowanie rzeźby terenu i występującego zabudowania wyróżnia się następujące obszary:
- mezoklimat Wysoczyzny Gdańskiej,
- mezoklimat strefy krawędziowej Wysoczyzny Gdańskiej,
- mezoklimat wschodniego fragmentu Pradoliny Kaszubskiej.

Dnia 17 stycznia 1931 roku w Gdyni zanotowano najniższe ciśnienie w Polsce – 960,2 hPa.
| Sty | Lut | Mar | Kwi | Maj  | Cze  | Lip  | Sie  | Wrz  | Paź  | Lis | Gru | Rok  |
| --- | --- | --- | --- | ---- | ---- | ---- | ---- | ---- | ---- | --- | --- | ---- |
| 3,2 | 2,7 | 2,2 | 4,5 | 10,0 | 14,9 | 18,4 | 19,1 | 17,3 | 13,2 | 9,6 | 5,9 | 10,0 |

## Toponimia
Podobnie jak sąsiedni Gdańsk i małopolski Gdów nazwa wywodzi się od prasłowiańskiej podstawy *gъd oznaczającej „mokry, wilgotny, bagienny” i równocześnie „zarośnięty” (lit. gudē, chorw. gdinjica = „mały las”, żupa serbska Gacka, u Konstantyna Porfirogenety w De administrando imperio Gutzeka, łac. Goduscani, żupa chorwacka Gacko zamieszkiwana przez plemię Gadczan, w kronikach frankijskich natio Guduscanorum pod rządami księcia Borny dux Guduscanorum oraz kilka nazw miejscowych w Serbii Gacko [Gъd-ьsko], nazwa rzeki w Słowenii Gacka, chorwacki Gdinj na Hvarze, Dinjiška w Dalmacji, czeska Kdyně, po niem. Gedein).
Nazwa po raz pierwszy pojawia się na piśmie w 1253 roku jako Gdina, w 1570 roku – Gdigna (gn = ń), a potem już zgermanizowane Gdingen. Między XIV a XVI w. dołączono żywotny na pomorzu sufiks -ino, Gdynino w 1365 roku, Gdinino w 1534 roku – być może w związku z wymową kaszubską. Jest to nazwa topograficzna o budowie Gd-ynia, *gъd + przyrostek archaiczny -ynia w znaczeniu lokalizującym miejsce, gdzie ziemia jest mokra, bagienna (porównaj Kcynia, Lutynia, nazwa rzeki Radynia czy chorwackie Gdinj < Gdinja). Znaczenie lokalizujące przyrostka -ynia przybliżają polskie wyrazy pustynia = „miejsce puste, bezleśne”, świątynia, jaskinia etc.
Nazwę miasta noszą lub nosiły następujące statki i okręty:
- ORP „Gdynia” – statek wycieczkowy, w przededniu II wojny światowej wcielony do Marynarki Wojennej jako okręt-baza;
- ORP „Gdynia” – statek pasażerski, w latach 1939–1941 w Marynarce Wojennej;
- ORP „Gdynia” – kuter rakietowy służący w MW w latach 1965–1989;
- M/V „Gdynia” – kontenerowiec, własność szczecińskiego armatora Euroafrica. Obecnie jednostka przebudowana na cementowiec pływa pod nazwą M/V Cemisle.

## Podział administracyjny

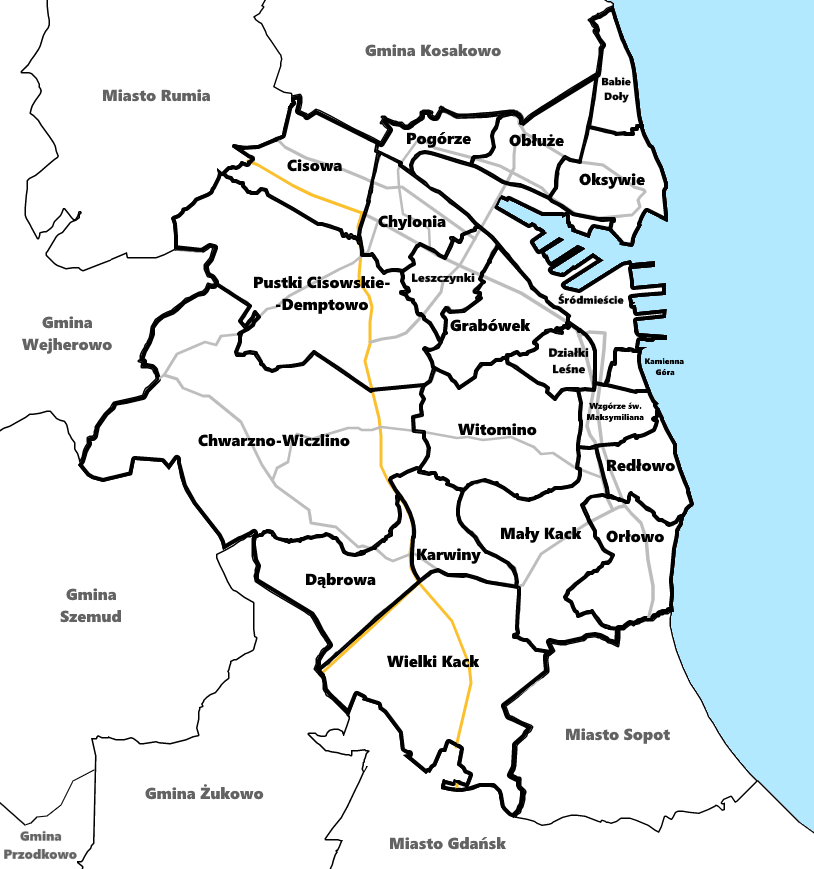
21 Dzielnic Gdyni

Gdynia jako jedno z pierwszych miast w Polsce wprowadziła 8 maja 1991 roku do Statutu Miasta podział na dzielnice. 9 grudnia 1992 roku Rada Miasta, wprowadzając zmiany w Statucie, podzieliła niektóre z nich. Na przykład Śródmieście przekształcono w trzy odrębne dzielnice: Śródmieście Centrum, Śródmieście Kamienną Górę oraz Śródmieście Port. W wyniku tych podziałów liczba dzielnic w Gdyni wzrosła z 13 do 24. Kolejne dwie zmiany nastąpiły w 1998 roku: w kwietniu połączono dotychczasowe dzielnice Chylonia i Chylonia Nowa w dzielnicę Chylonia, zaś w grudniu dzielnicę Port, która zajmowała duży obszar, ale była zamieszkana przez niewiele ponad 100 mieszkańców, włączono do dzielnicy Śródmieście. 23 stycznia 2019 roku dzielnice Witomino-Radiostacja i Witomino-Leśniczówka zostały połączone w dzielnicę Witomino, zmniejszając tym liczbę dzielnic z 22 do 21. Obecny kształt dzielnic jest przede wszystkim odzwierciedleniem tradycyjnych podziałów. Z tego powodu pojawiają się duże dysproporcje pomiędzy wielkością dzielnic zarówno pod względem powierzchni, jak i liczby mieszkańców. Najludniejszą dzielnicę, Chylonię, zamieszkuje 20 717 osób, gdy najmniej liczą sobie Babie Doły, bo zaledwie 2376 mieszkańców. Z kolei największy obszar zajmuje dzielnica Chwarzno-Wiczlino – 25,53 km², która jest ponad 39 razy większa od najmniejszej Kamiennej Góry (0,64 km²).

## Administracja i polityka

### Prezydent Miasta
Obecnie prezydentką Gdyni jest Aleksandra Kosiorek.

### Rada Miasta
| Ugrupowanie                       | Kadencja 2002–2006 | Kadencja 2006–2010 | Kadencja 2010–2014 | Kadencja 2014–2018 | Kadencja 2018–2024 | Kadencja 2024–2029 |
| --------------------------------- | ------------------ | ------------------ | ------------------ | ------------------ | ------------------ | ------------------ |
| Sojusz Lewicy Demokratycznej      | 5 (SLD-UP)         | –                  | –                  | –                  | –                  | –                  |
| Naprzód Gdynio! – Lista Prawicowa | 2                  | –                  | –                  | –                  | –                  | –                  |
| Samorządność Wojciecha Szczurka   | 21                 | 17                 | 21                 | 17                 | 17                 | 5                  |
| Prawo i Sprawiedliwość            | –                  | 5                  | 2                  | 6                  | 5                  | 3                  |
| Platforma Obywatelska             | –                  | 6                  | 5                  | 5                  | 5                  | 13                 |
| Wspólna Gdynia                    | –                  | –                  | –                  | –                  | 1                  | –                  |
| Gdyński Dialog                    | –                  | –                  | –                  | –                  | –                  | 7                  |

Gdynia jest członkiem Komunalnego Związku Gmin „Dolina Redy i Chylonki”. Mieszkańcy Gdyni wybierają parlamentarzystów z okręgów wyborczych z siedzibą komisji wyborczej w Gdyni, a posłów do Parlamentu Europejskiego z okręgu wyborczego nr 1.

### Konsulaty
Siedziby konsulatów rozmieszczone są głównie w dzielnicy Śródmieście. Należą do nich konsulaty: Królestwa Belgii, Republiki Cypryjskiej, Królestwa Danii, Malty oraz Królestwa Norwegii. Konsulat Malty otwarto w połowie 2012 roku na Placu Kaszubskim (obecnie ul. Wolności 18). Ponadto zs. w Gdyni funkcjonują również konsulaty: Chile, Francji oraz Luksemburga.
- Konsulat Honorowy Królestwa Belgii w Gdyni (ul. Śląska 53)[22]
- Konsulat Honorowy Republiki Cypryjskiej w Gdyni (ul. Żołnierzy I Armii Wojska Polskiego 35)
- Konsulat Honorowy Królestwa Danii w Gdyni (Willa Nadmorska, ul. Legionów 37/3)
- Konsulat Honorowy Republiki Finlandii w Gdyni (ul. Morska 59)
- Konsulat Honorowy Republiki Malty w Gdyni (ul. Wolności 18)
- Konsulat Honorowy Królestwa Norwegii w Gdyni (ul. Śląska 17)
- Konsulat Honorowy Republiki Włoskiej w Gdyni (ul. Chopina 4)

## Przemysł, gospodarka i finanse

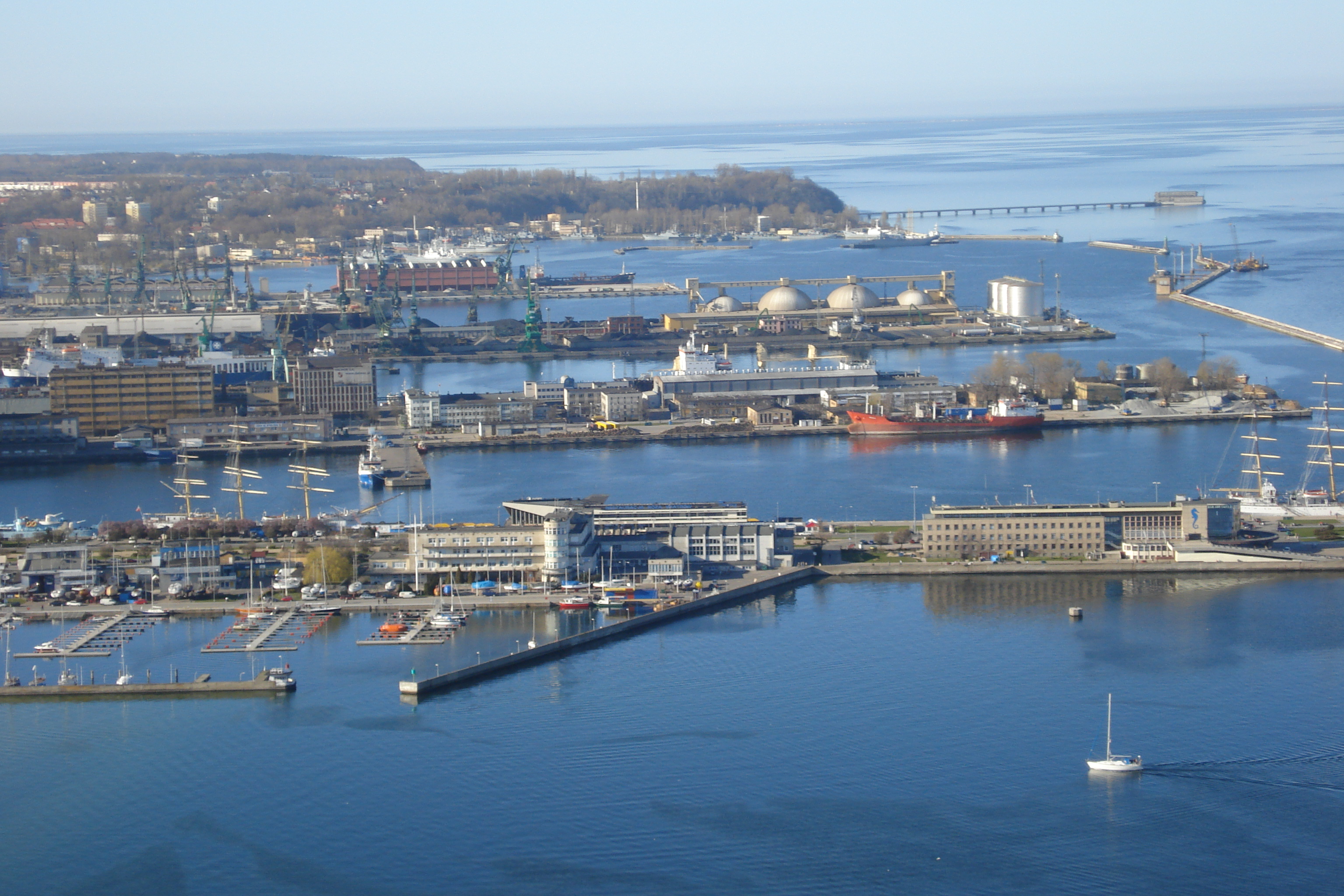
Port morski Gdynia

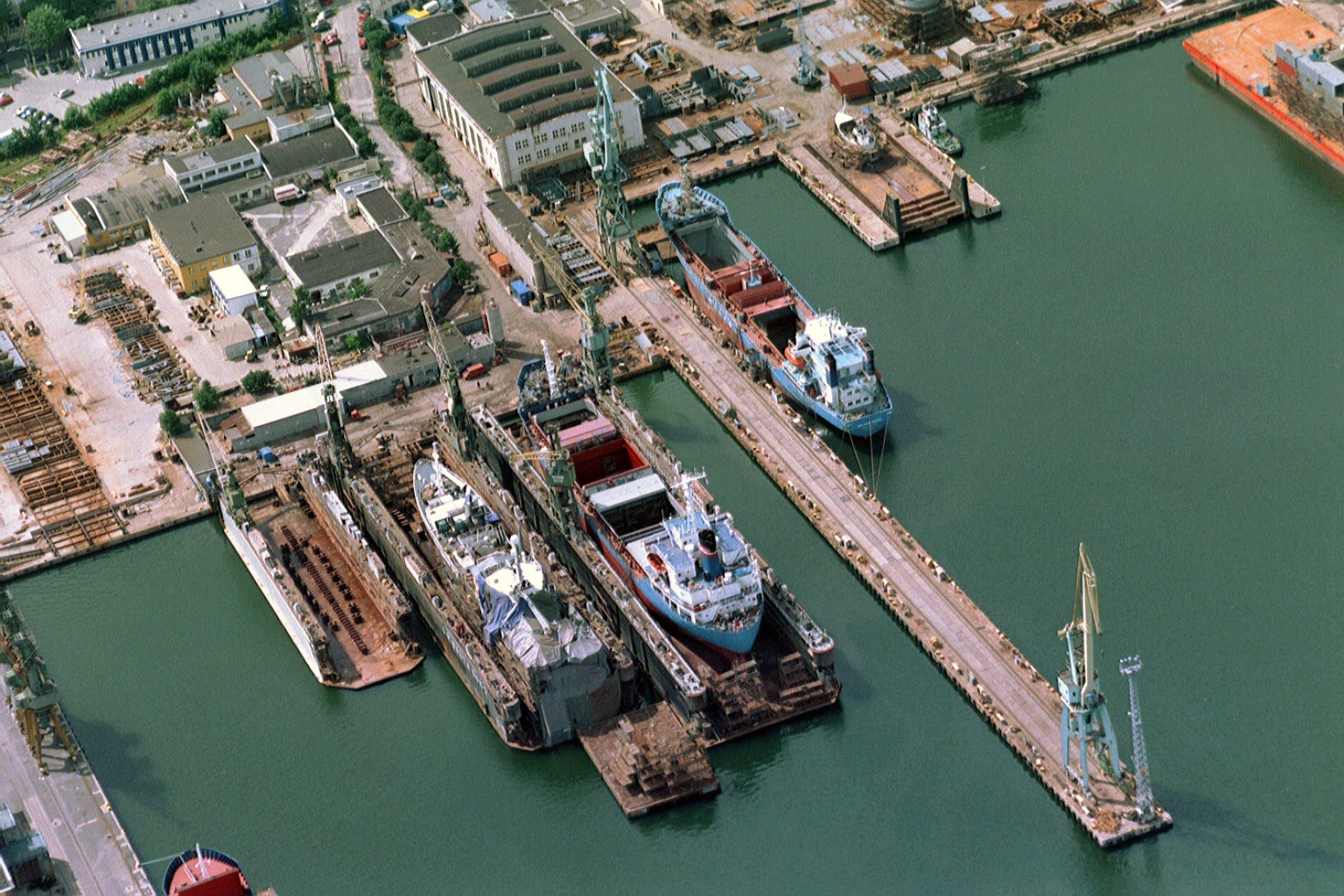
Stocznia remontowa „Nauta”. Na pierwszym planie doki pływające

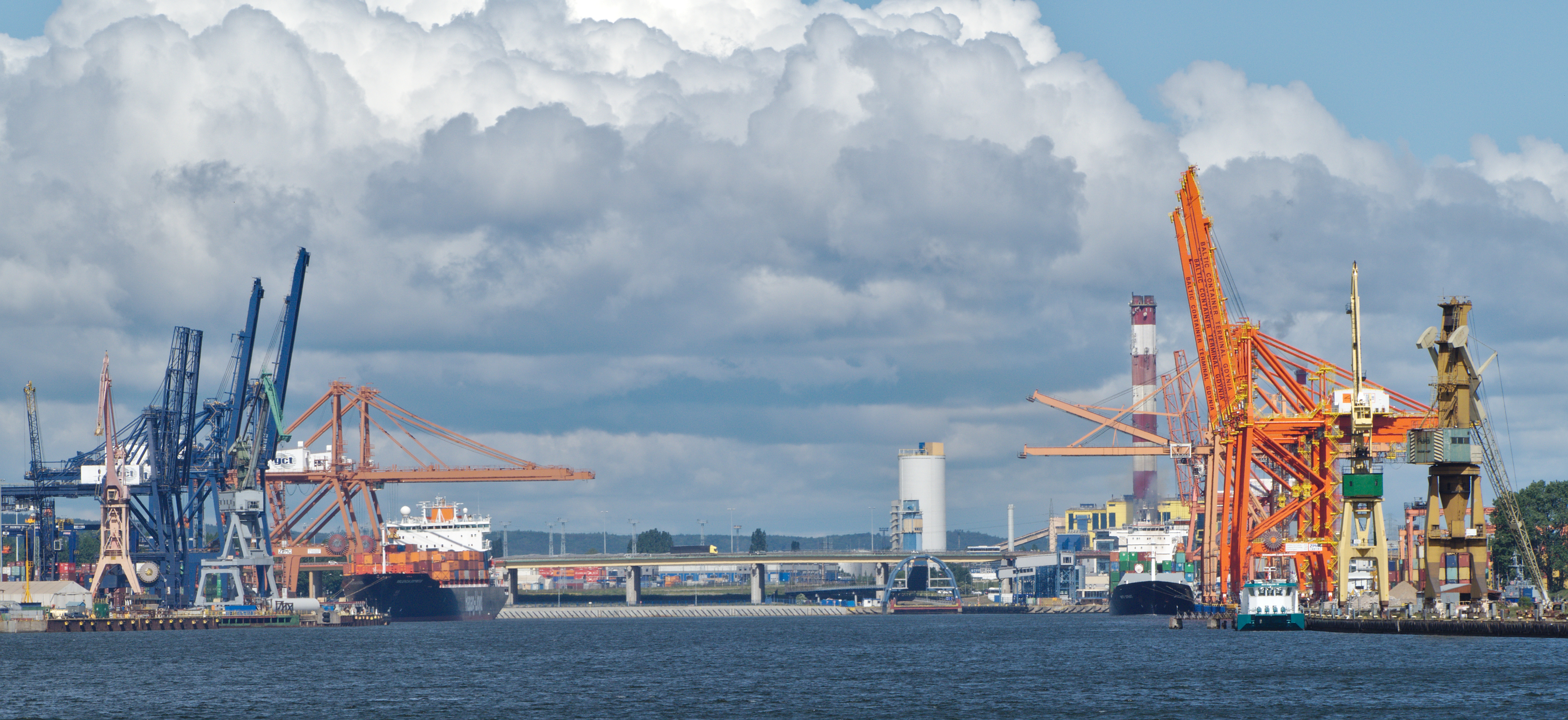
Terminale kontenerowe w Gdyni

Od początku istnienia Gdynia miała gospodarkę związaną z morzem. W czasach bycia wioską odnosiło się to do istnienia przystani rybackiej na Oksywiu. Gdy nadano osadzie prawa miejskie w 1926 roku na jej terenie istniał już od 6 lat port, który z czasem przejął rolę gospodarczego symbolu miasta. Wówczas był to jedyny liczący się port przeładunkowy i pasażerski w Polsce z uwagi na krótką linię brzegową w okresie międzywojennym oraz niemożność korzystania z portu w Gdańsku. Równocześnie w Gdyni rozwijał się przemysł stoczniowy. Od lat 90. XX w. w Gdyni rozwija się sektor finansowy i oddawane są do użytku biurowce firm z różnych branż. Od 2001 roku w Gdyni funkcjonuje Pomorski Park Naukowo-Technologiczny.

### Gospodarka morska
W Gdyni znajduje się 2. pod względem przeładunków port morski w Polsce. Jego specjalizacją są przeładunki kontenerów. Mimo tego uchodzi on za najbardziej wszechstronny z portów na polskim wybrzeżu. Jest również głównym portem pasażerskim Trójmiasta.
Gdynia jest siedzibą wielu firm z branży gospodarki morskiej – stoczni (Stocznia Gdynia S.A., Stocznia Marynarki Wojennej S.A., Stocznia Remontowa „Nauta” S.A.), przedsiębiorstw powiązanych z funkcjonowaniem portu (Bałtycki Terminal Kontenerowy, Balticon Sp. z o.o., Gdynia Container Terminal S.A., HES Gdynia Bulk Terminal Sp. z o.o.), armatorów (Polskie Linie Oceaniczne), agencji żeglugowych, firm brokerskich, transportowych i spedycyjnych (C. Hartwig Gdynia S.A., ATC Cargo S.A., Chipolbrok S.A., Maersk Sp. z o.o. Mirtrans Sp. z o.o.), oraz wielu innych. Od kwietnia 2010 roku siedzibę w Gdyni ma polska spółka DNV – Det Norske Veritas. DNV Academy Gdynia to pierwsze centrum szkoleń w wirtualnej rzeczywistości dla branży morskiej.

### Przemysł
W Gdyni siedziby mają zakłady przemysłu spożywczego (w tym przetwórstwa rybnego): Dalmor S.A., Wilbo S.A. Ponadto w mieście siedziby mają firmy z branży budowlanej (AB Inwestor, Allcon S.A., Ekolan S.A., Invest Komfort S.A., Mega S.A., MTM). Branżę elektroniczną reprezentuje producent sprzętu radiowego nadawczo-odbiorczego – Radmor S.A. (kiedyś Zakłady Radiowe Radmor S.A.). Spośród innych inwestorów w Gdyni zaistniał działający w branży telekomunikacyjnej Vector S.A., lokując w mieście swoje zakłady. Od 1997 roku działa także filia szwedzkiego koncernu Dellner Couplers AB, zajmującego się produkcją sprzęgów kolejowych i tramwajowych.

### Usługi

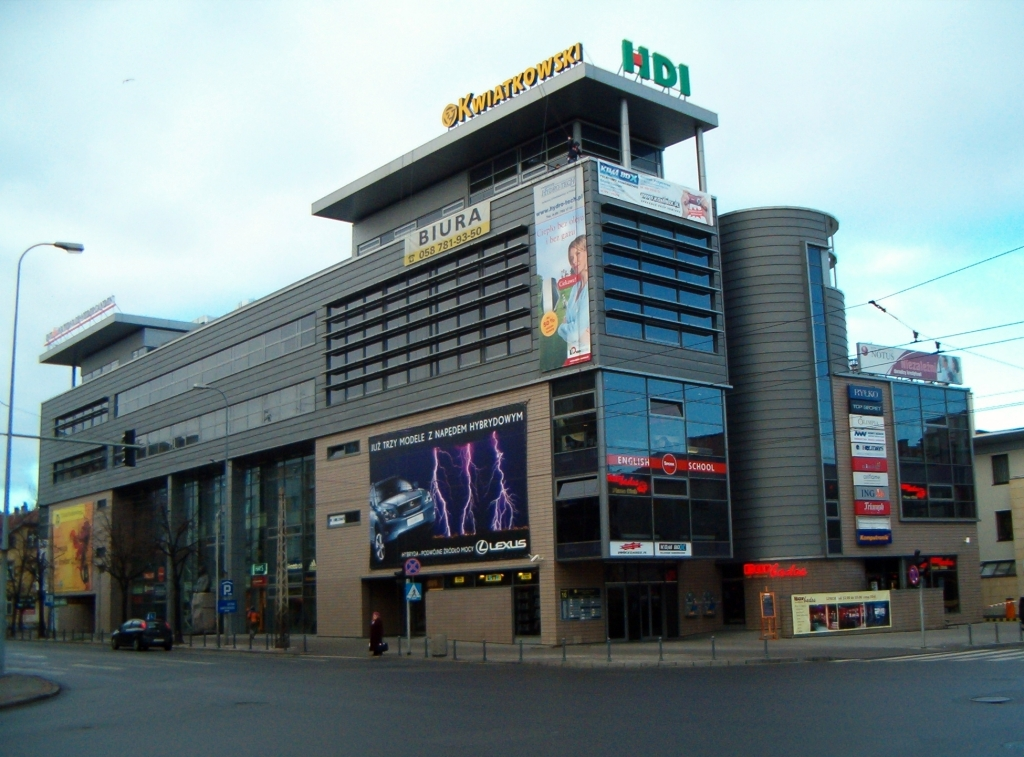
Centrum Kwiatkowskiego

W latach 90. XX w. w Gdyni obok istniejącego od początków miasta przemysłu portowo-stoczniowego zaczął się rozwijać sektor finansowy oraz nowoczesnych technologii. Mają tam siedziby spółki prowadzące działalność o charakterze bankowym (do 2014 Nordea Bank S.A., oddziały i filie banku o zasięgu ogólnokrajowym), telekomunikacyjnym i informatycznym (Polkomtel S.A., Prokom Investments, Prokom Software S.A., Thomson Reuters, Finastra). Branżę telewizji kablowej reprezentują Vectra S.A. oraz Multimedia Polska – dwie kolejne firmy, których siedzibą również jest Gdynia.

### Handel

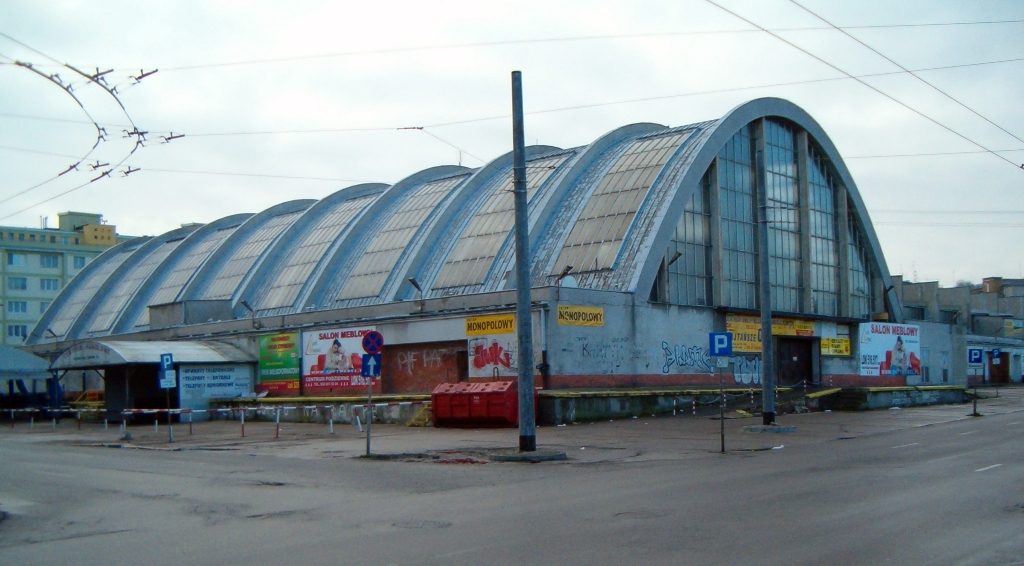
Miejska Hala Targowa przed remontem

W Gdyni znajduje się szereg centrów handlowych: Centrum Handlowe „Riviera” (poprzednia nazwa „Wzgórze”), Centrum Handlowe Kwiatkowskiego, Centrum Handlowe Szperk, Centrum Handlowe Witawa, Centrum Handlowe Batory, Dom Towarowy „Chylonia”, Trójmiejskie Centrum Handlowe „Klif” oraz zespół Miejskich Hal Targowych.

### Budżet
- Budżet na rok 2007:
  - dochody: 886 618 337 zł[25]
  - wydatki: 1 044 051 122 zł[26]
- Budżet na rok 2008:
  - dochody: 884 459 850 zł[27]
  - wydatki: 1 058 673 004 zł[28]
- Budżet na rok 2009:
  - dochody: 924 958 471 zł[29]
  - wydatki: 1 103 080 045 zł[30]
- Budżet na rok 2010[31]:
  - dochody: 1 043 458 990 zł
  - wydatki: 1 148 771 733 zł
- Budżet na rok 2011[32]:
  - dochody: 1 027 957 430 zł
  - wydatki: 1 109 822 606 zł
- Budżet na rok 2012[33]:
  - dochody: 1 140 886 022 zł
  - wydatki: 1 200 265 200 zł
- Budżet na rok 2013[34]:
  - dochody: 1 115 550 000 zł
  - wydatki: 1 252 851 795 zł
- Budżet na rok 2014[35]:
  - dochody: 1 200 003 620 zł
  - wydatki: 1 209 131 368 zł
- Budżet na rok 2015[36]:
  - dochody: 1 235 868 716 zł
  - wydatki: 1 246 276 744 zł
- Budżet na rok 2016[37]:
  - dochody: 1 361 861 891 zł
  - wydatki: 1 305 723 596 zł
- Budżet na rok 2017[38]:
  - dochody: 1 409 717 609 zł
  - wydatki: 1 454 638 330 zł
- Budżet na rok 2018[39]:
  - dochody: 1 605 977 090 zł
  - wydatki: 1 612 370 849 zł
- Budżet na rok 2019[40]:
  - dochody: 1 357 732 423 zł
  - wydatki: 1 395 896 989 zł[41]
- Budżet na rok 2022[42]:
  - dochody: 1 729 209 843 zł
  - wydatki: 1 933 779 288 zł

## Demografia
Według stanu na 30 czerwca 2020 roku w Gdyni mieszkało 245 867 mieszkańców. Gęstość zaludnienia miasta wyniosła więc 1823 osób na km². Na 100 mężczyzn przypadało 111 kobiet. Struktura wiekowa uwidacznia, zgodne z ogólnokrajową tendencją, stopniowe starzenie się ludności miasta – pod koniec 2008 roku ludność w wieku poprodukcyjnym stanowiła 18,8% całkowitej liczby mieszkańców, zaś wartości dla ludności w wieku przedprodukcyjnym oraz produkcyjnym osiągnęły odpowiednio 16,5% i 64,7%. Liczba zawartych związków małżeńskich w 2017 roku wyniosła 1302. Pod koniec grudnia 2013 roku bezrobocie w Gdyni wynosiło 6,4%.
Ulica Chylońska ma najwięcej mieszkańców w całym Trójmieście. W czwartym kwartale 2016 roku liczba osób zameldowanych wynosiła 7046.
- Wykres liczby ludności Gdyni na przestrzeni ostatnich 148 lat

Największą populację Gdynia odnotowała 30 czerwca 1999 roku – 254 034 mieszkańców.
0,5% ludności Gdyni (1141 osób w 2011 roku) posługuje się na co dzień językiem kaszubskim.
Według raportu przedstawionego w 2007 roku przez prof. Janusza Czapińskiego na podstawie badań, standard życia w Gdyni był wówczas najwyższy w Polsce.

## Wspólnoty religijne

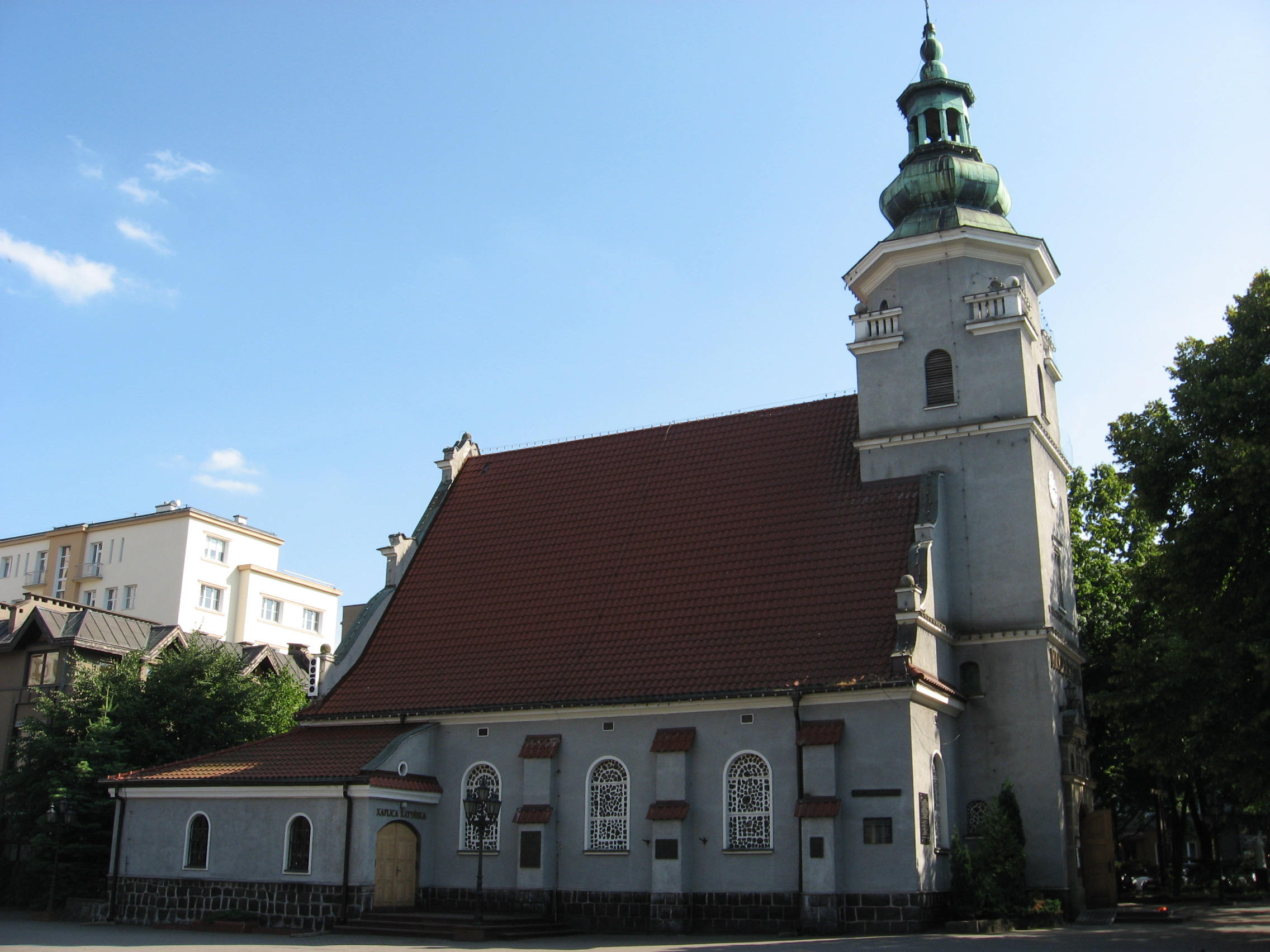
Bazylika Morska pw. Najświętszej Marii Panny Królowej Polski

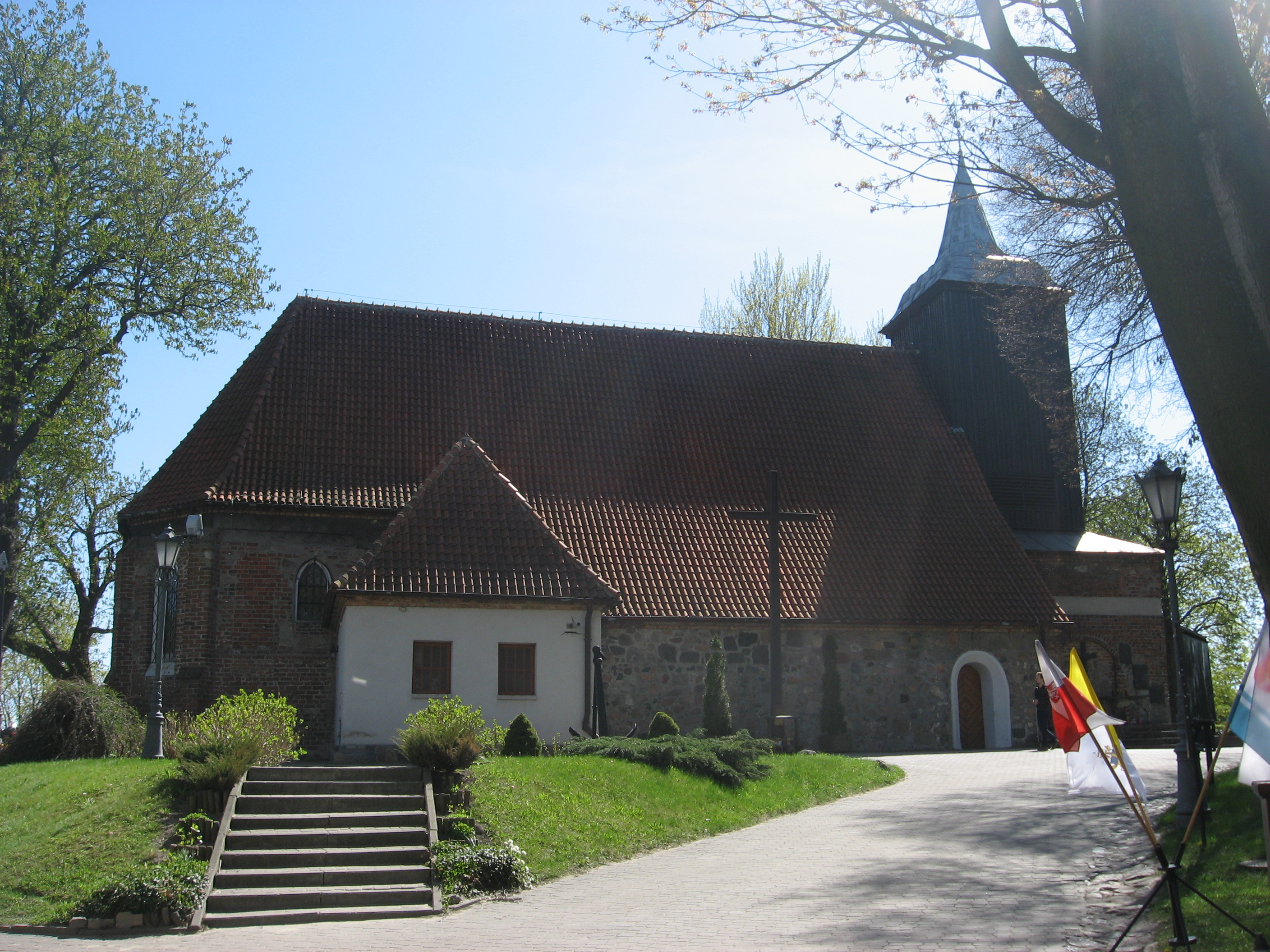
Kościół rzymskokatolicki św. Michała Archanioła

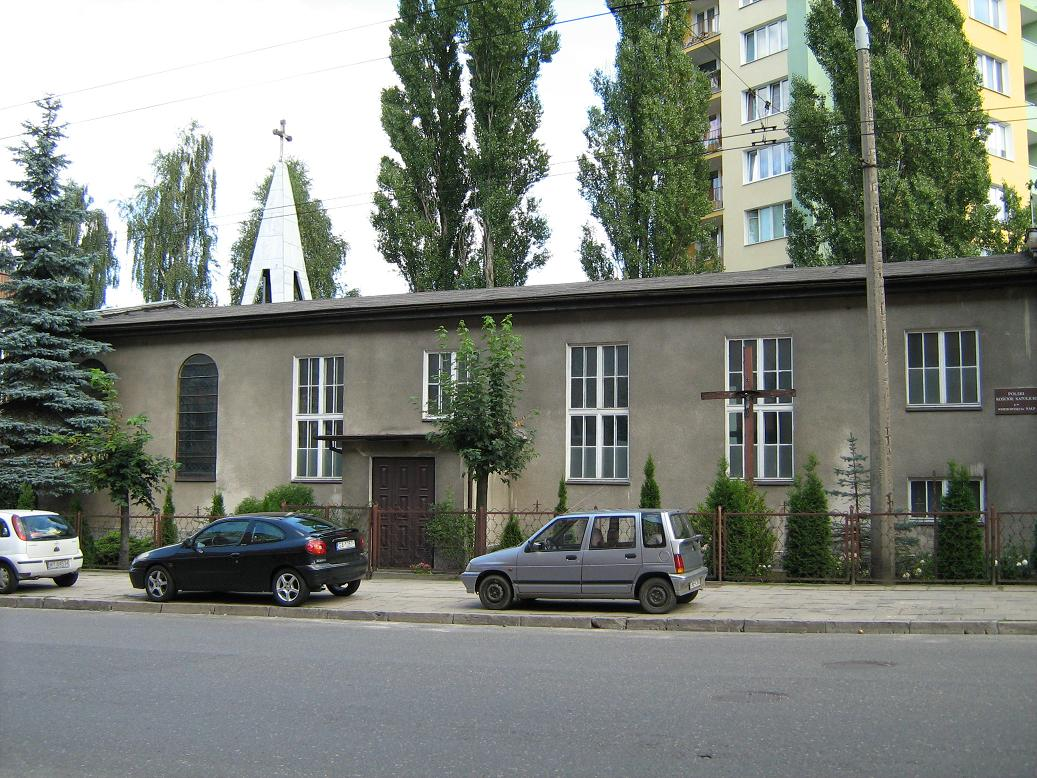
Kościół polskokatolicki Wniebowzięcia Najświętszej Maryi Panny

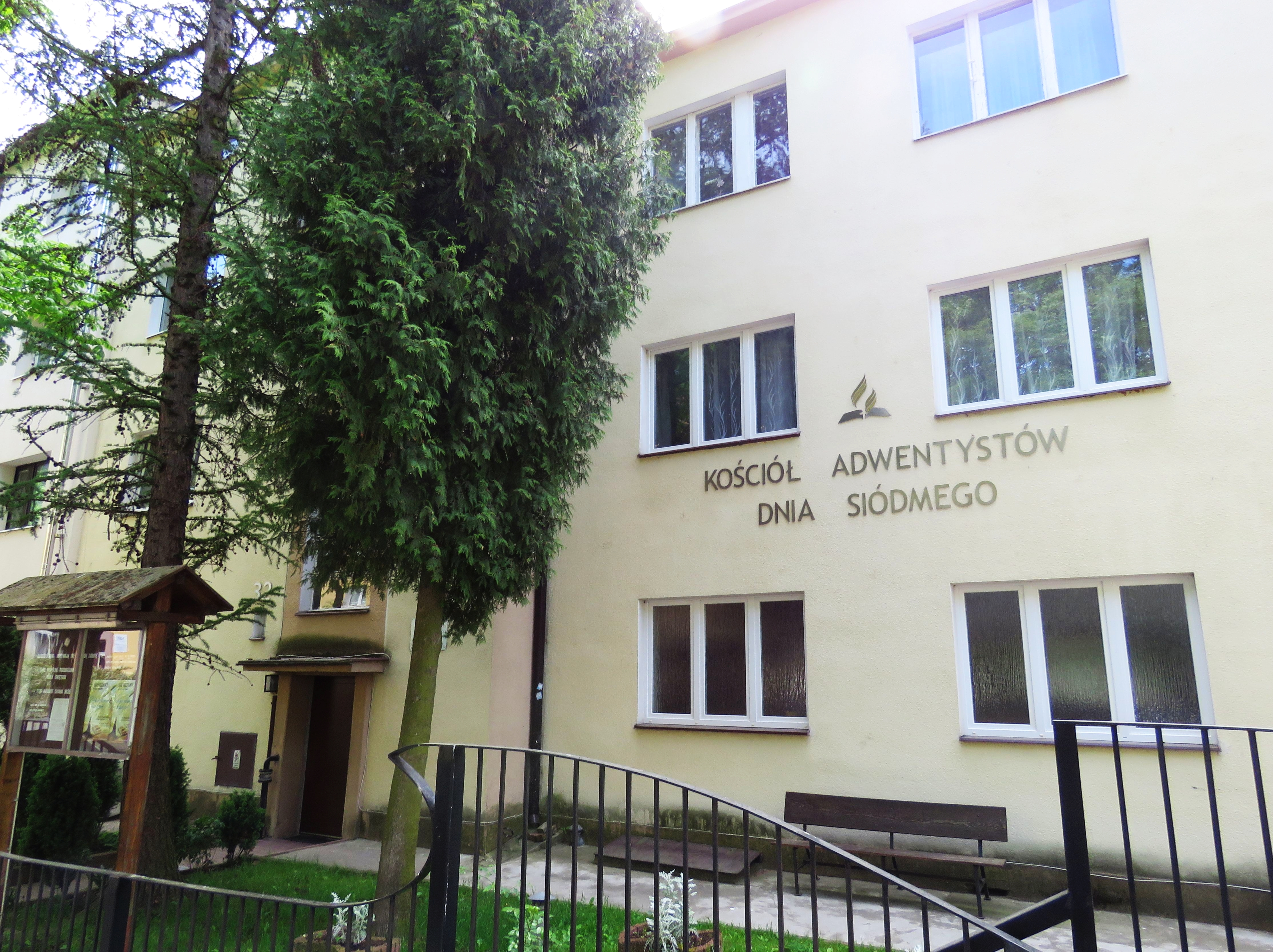
Kościół Adwentystów Dnia Siódmego

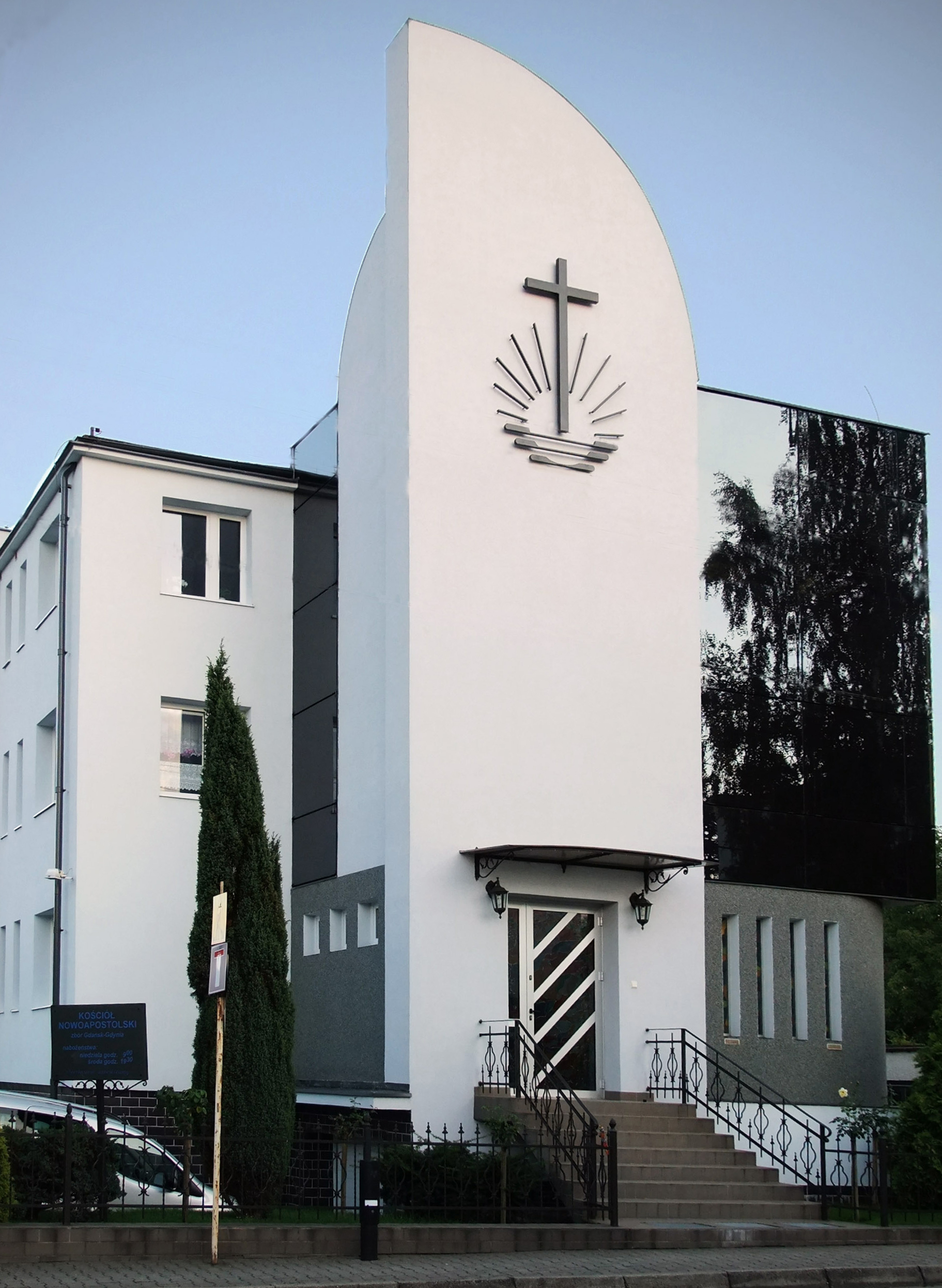
Kościół Nowoapostolski

W Gdyni dominuje wyznanie rzymskokatolickie. Jest ponad 30 kościołów katolickich (z których najstarszy – zabytkowy pw. św. Michała Archanioła w Oksywiu – pochodzi z XIII w.), a także polskokatolicki pw. Wniebowzięcia NMP (parafialny). W mieście znajdują się także zbory różnych kościołów protestanckich, zbór Kościoła Nowoapostolskiego oraz 8 zborów Świadków Jehowy korzystających z dwóch Sal Królestwa. Swoją działalnością Gdynię obejmuje także Beit Trójmiasto, postępowa gmina żydowska.
Na terenie miasta działalność religijną prowadzą następujące kościoły i związki wyznaniowe:

### Irwingianizm
- Kościół Nowoapostolski w Polsce:
  - zbór w Gdyni[50]

### Judaizm
- Judaizm mesjanistyczny:
  - KJMC Żydowska Mesjańska Wspólnota „Mishpacha” w Gdyni[53][54]
- Związek Postępowych Gmin Żydowskich „Beit Polska”:
  - Beit Trójmiasto[52]

### Katolicyzm
- Kościół greckokatolicki:
  - greckokatolicka placówka duszpasterska w Gdyni podległa parafii św. Bartłomieja i Opieki Najświętszej Maryi Panny w Gdańsku[55][56][57]
- Kościół Polskokatolicki w RP:
  - parafia Wniebowzięcia Najświętszej Maryi Panny[58]
- Kościół rzymskokatolicki:
  - parafia św. Andrzeja Boboli[59]
  - parafia św. Antoniego Padewskiego[60]
  - parafia Chrystusa Dobrego Pasterza[61]
  - parafia Chrystusa Króla[62]
  - parafia Chrystusa Miłosiernego[62]
  - parafia Ducha Świętego i św. Katarzyny Aleksandryjskiej[59]
  - parafia św. Jadwigi Królowej[62]
  - parafia św. Jana Chrzciciela i św. Alberta Chmielowskiego[61]
  - parafia św. Józefa[61]
  - parafia św. Józefa Sebastiana Pelczara[60]
  - parafia św. Judy Tadeusza[59]
  - parafia św. Karola Boromeusza[62]
  - parafia św. Maksymiliana Kolbego[60]
  - parafia Matki Boskiej Bolesnej[62]
  - parafia Matki Boskiej Licheńskiej Bolesnej Królowej Polski i św. Jerzego[59]
  - parafia Matki Boskiej Różańcowej[61]
  - parafia wojskowa Matki Bożej Częstochowskiej[59]
  - parafia Matki Bożej Nieustającej Pomocy i św. Piotra Rybaka[60]
  - parafia św. Michała Archanioła[59]
  - parafia św. Mikołaja[61]
  - parafia Najświętszego Serca Pana Jezusa[60]
  - parafia Najświętszej Marii Panny Królowej Polski[60]
  - parafia Niepokalanego Serca Maryi[62]
  - parafia św. Pawła Apostoła[59]
  - parafia Podwyższenia Krzyża Świętego i Niepokalanego Poczęcia Najświętszej Maryi Panny[60]
  - parafia Przemienienia Pańskiego[61]
  - parafia Świętej Rodziny[61]
  - parafia św. Stanisława Kostki[60]
  - parafia Trójcy Świętej[62]
  - parafia św. Urszuli Ledóchowskiej[60]
  - parafia św. Wawrzyńca[62]
  - przeorat Niepokalanego Serca Najświętszej Maryi Panny[63], prowadzony przez Bractwo Kapłańskie Świętego Piusa X.

### Protestantyzm
- Centrum Chrześcijańskie „Nowa Fala”[64]
- Kościół Adwentystów Dnia Siódmego w RP:
  - zbór w Gdyni[65]
- Kościół Boży w Chrystusie:
  - zbór „Międzynarodowa Boża Armia”[66]
- Kościół Boży w Polsce:
  - Kościół Chrześcijański „Nowe Pokolenie”[67]
  - Społeczność Chrześcijańska „Pasja”[67]
- Kościół Chrystusowy w RP:
  - Społeczność Chrześcijańska w Gdyni[68]
- Kościół Chrześcijan Baptystów w RP:
  - zbór w Gdyni[69]
- Kościół Chrześcijan Dnia Sobotniego:
  - zbór w Gdyni[70]
- Kościół Chrześcijan Wiary Ewangelicznej w RP:
  - zbór w Gdyni[71]
- Kościół Chrześcijański „Słowo Wiary”:
  - Kościół Chrześcijański „Słowo Wiary” w Gdyni[72]
- Kościół Chrześcijański ZOE:
  - zbór w Gdyni[73]
- Kościół Chrześcijański Shekinah[74]
- Kościół Ewangelicko-Augsburski w RP:
  - Parafia Ewangelicko-Augsburska Gdańsk-Gdynia-Sopot z siedzibą w Sopocie[75] (przed II wojną światową istniała Polska Parafia Ewangelicko-Augsburska w Gdyni[76][77])
- Kościół Ewangelicko-Metodystyczny w RP:
  - stacja kaznodziejska w Gdyni podległa parafii w Gdańsku[78]
- Kościół Zielonoświątkowy w RP:
  - zbór „Kościół Port”[79]
  - zbór „Eklezja”[79]
  - zbór „Koinonia”[79]
- Mesjańskie Zbory Boże (Dnia Siódmego):
  - punkt misyjny w Gdyni[80]
- Zrzeszenie Kościołów Chrystusowych:
  - zbór w Gdyni[81]

### Restoracjonizm
- Świadkowie Jehowy:
  - 8 zborów korzystających z dwóch Sal Królestwa: Gdynia–Chylonia, Gdynia–Cisowa, Gdynia–Grabówek, Gdynia–Karwiny, Gdynia–Oksywie, Gdynia–Pogórze, Gdynia–Redłowo, Gdynia–Witomino[51]

### Cmentarze
Gdynia dysponuje 3 cmentarzami komunalnymi: w Witominie, Kosakowie i Małym Kacku.

## Komunikacja

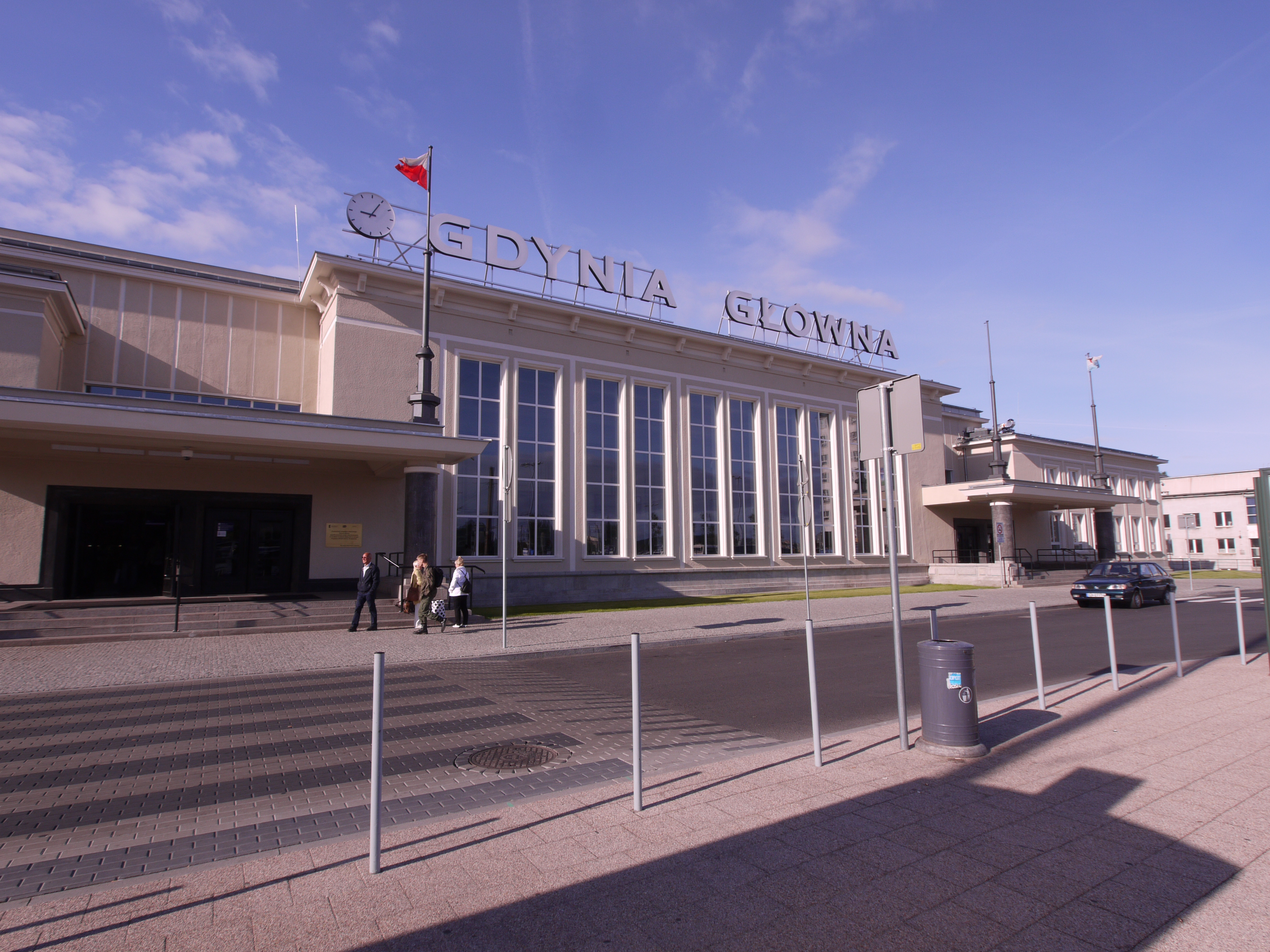
Dworzec Główny

Według projektu „Planu zabudowy gminy Gdynia” (Bebaungsplan der Gemeinde Gdingen) Hermanna z 1913 roku Drogą Oksywską (obecnie ul. Świętojańska) miał jeździć tramwaj konny. Początki komunikacji miejskiej w Gdyni sięgają 1927 roku, kiedy to uruchomiono pierwszą linię autobusową z placu Kaszubskiego na Oksywie. Współcześnie transport miejski organizowany jest przez samorząd, natomiast wykonują go wyłaniane w przetargach spółki komunalne i prywatne. Ponadto w Gdyni znajduje się stacja kolejowa Gdynia Główna, na której zatrzymują się pociągi SKM oraz dalekobieżne. Gdynia jest połączona z Warszawą (przez Sopot i Gdańsk) linią kolejową E65.

### Komunikacja morska

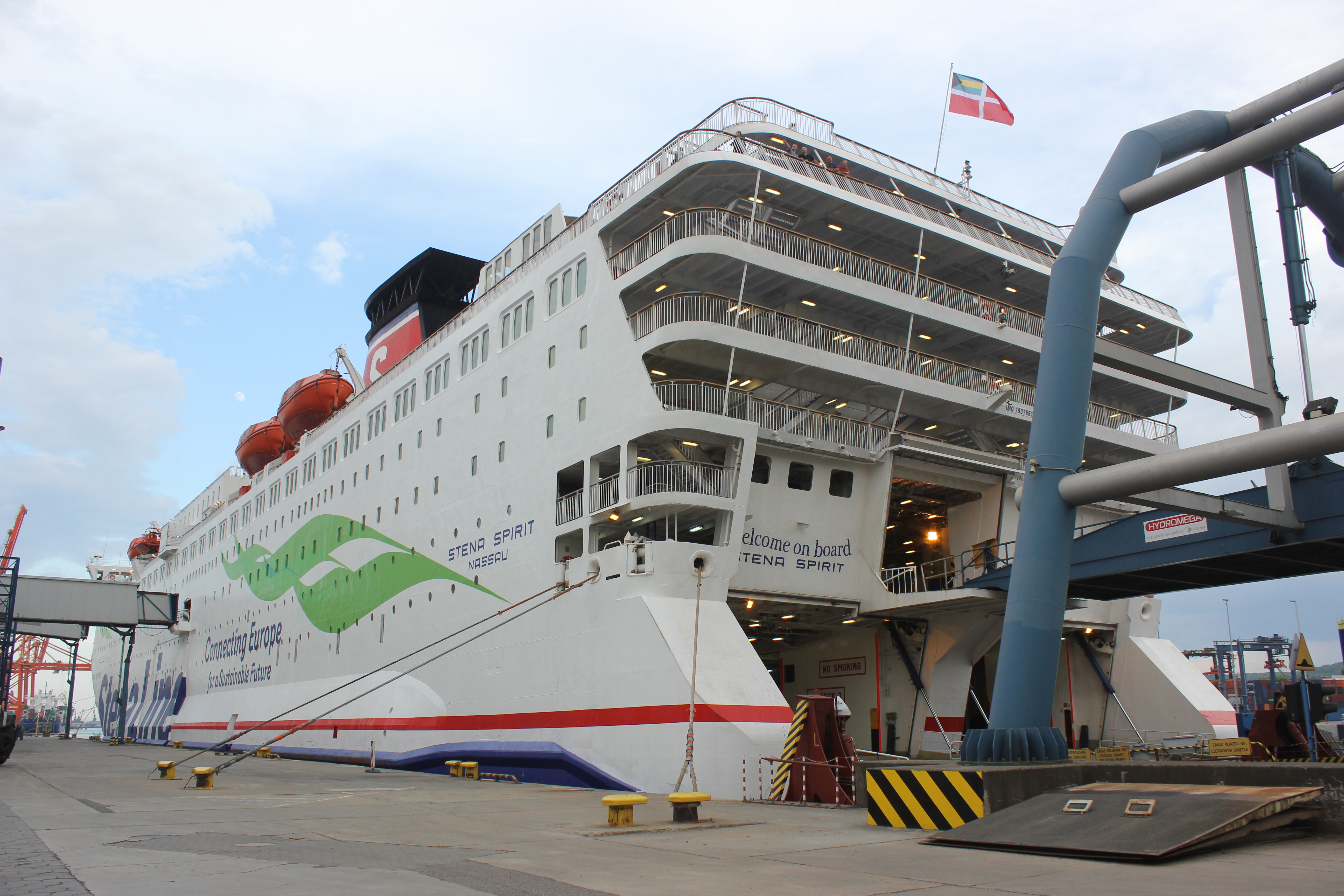
MF Stena Spirit w terminalu promowym Stena Line

Obiekty przystosowane dla jednostek pływających w Gdyni:
- port Gdynia
  - terminal promowy Stena Line
- przystań morska „Dalmor”[84]
- przystań morska „Żegluga Gdańska”[85]
- przystań morska „Marina Gdynia”[86] – Basen Jachtowy im. M. Zaruskiego 54°31′02″N 18°33′09″E/54,517222 18,552500
- przystań morska „Gdynia-Oksywie”[87] przy osiedlu Osada Rybacka 54°33′33″N 18°33′09″E/54,559167 18,552500
- przystań morska „Gdynia-Obłuże”[88] przy osiedlu Kolonia Rybacka 54°34′15″N 18°32′58″E/54,570833 18,549444

### Komunikacja miejska w Gdyni

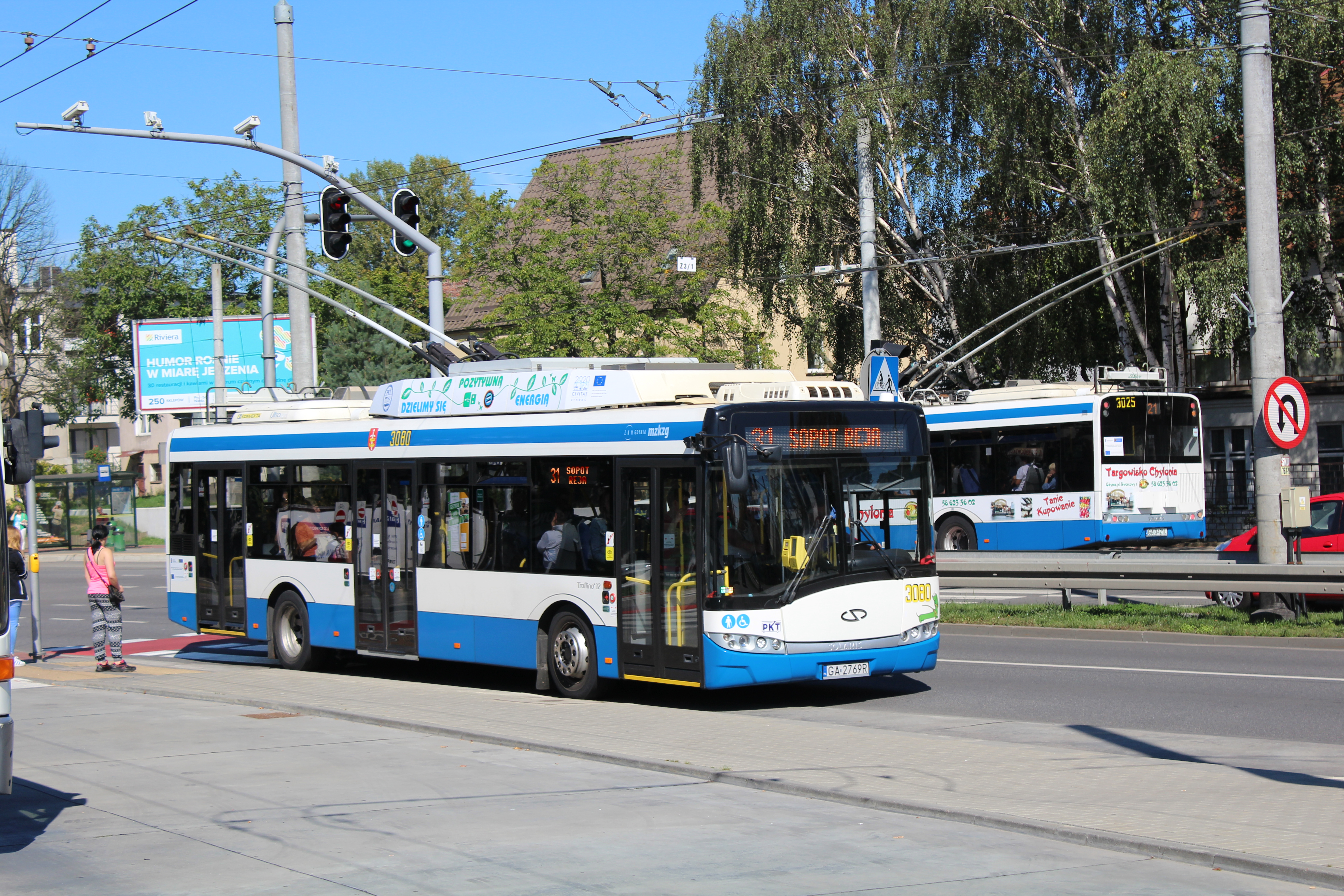
Gdyński Solaris Trollino 12

## Kultura

### Kina
W Gdyni istnieje 1 multipleks, otwarty w październiku 2013 roku Helios. Przy Gdyńskiej Szkole Filmowej znajduje się również kino pod nazwą Gdyńskie Centrum Filmowe. GCF charakteryzuje się małą ilością reklam przed filmem, tańszymi biletami oraz zróżnicowanym repertuarem, możemy zobaczyć tu zarówno oscarowe hity, jak i filmy alternatywne czy kino niezależne. Pozostałe obiekty w ograniczonym stopniu zajmują się projekcją filmów. Są nimi DKF Żyrafa działająca przy Klubie Filmowym, DKF Pod wiszącą skałą w IX Liceum Ogólnokształcącym w Gdyni, oraz Grom. Historyczne kina, takie jak Goplana czy istniejące od okresu międzywojennego Warszawa zostały zamknięte i przekształcone w budynki pełniące inne funkcje.

### Teatry

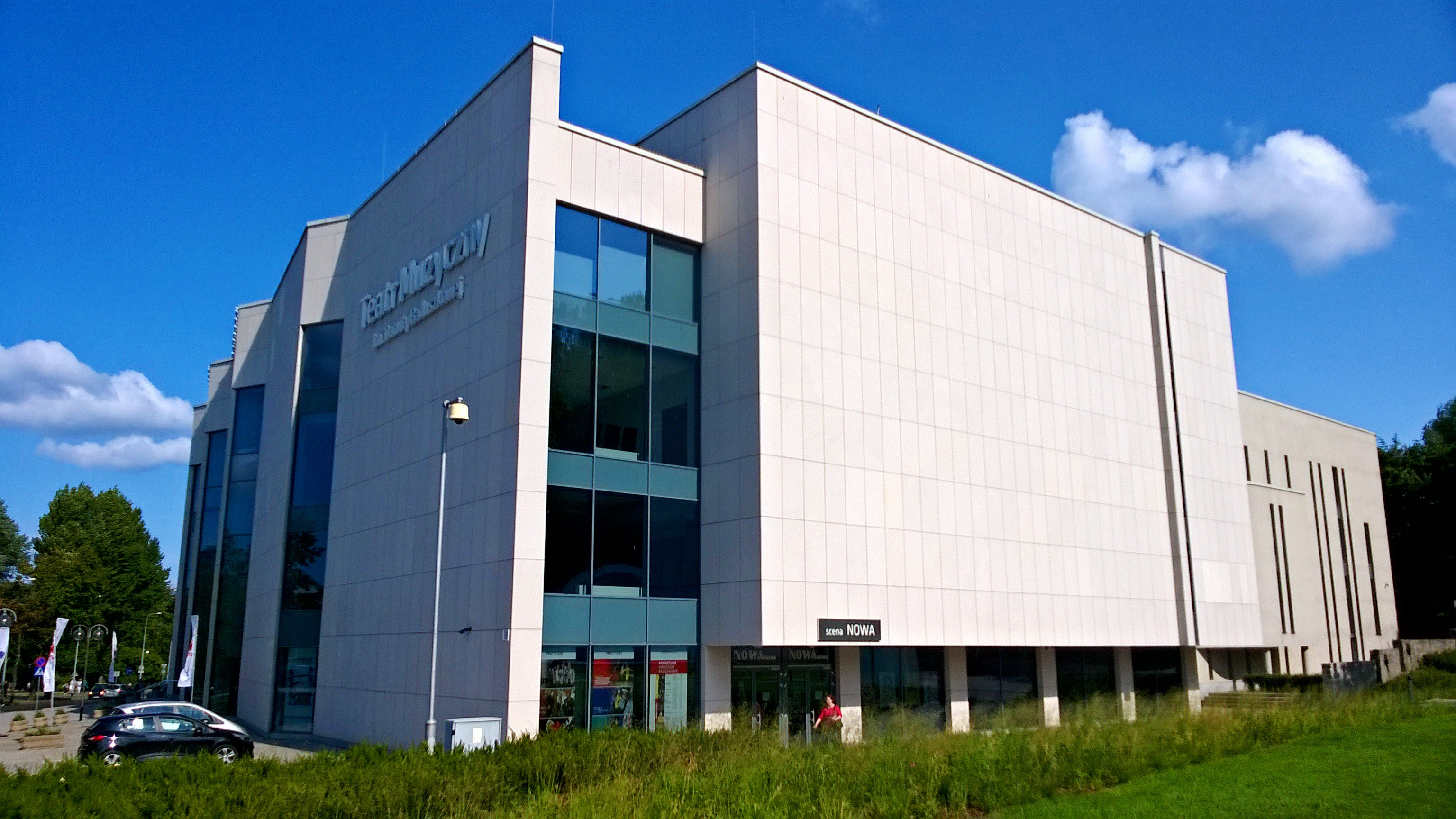
Teatr Muzyczny im. Danuty Baduszkowej

- Teatr Muzyczny im. Danuty Baduszkowej – największy teatr w Gdyni, istnieje od 1958 roku, obiekt dysponuje drugą pod względem wielkości sceną w kraju. Instytucja prowadzona jest wspólnie przez miasto i samorząd województwa pomorskiego. Prócz ramowych spektakli odbywa się w nim corocznie Festiwal Polskich Filmów Fabularnych, Ladies’ Jazz Festival oraz okazjonalnie spektakle Festiwalu Szekspirowskiego.
- Teatr Miejski im. Witolda Gombrowicza – funkcjonuje od 1991 roku.
  - Funkcjonuje przy nim Scena Letnia TM, wystawiająca dla publiczności w lipcu i sierpniu spektakle na plaży w Orłowie.
- Scena teatralna przy Centrum Kultury w Gdyni (w lecie sztuki wystawiane są na scenie letniej na plaży w Orłowie).
  - Grupa teatralna SAM (przy Centrum Kultury w Gdyni).
  - Grupa teatralna Scena 138 (teatr amatorski).
- Teatr Gdynia Główna – scena teatralna na terenie dworca Gdynia Główna, zorganizowana w 2013 roku
- Fundacja Teatru Czwarte Miasto (grupa teatralna bez stałej siedziby).
- Teatr Portowy – impresariat, spektakle odbywają się w Sali Koncertowej Portu Gdynia.
- Teatr Gościnny – impresariat, istnieje przy Klubie Muzycznym „Ucho”.

### Galerie
- Debiut
- Desa
- Domek Żeromskiego
- Galeria „Tygiel”
- Galeria 78
- Galeria Engel
- Galeria obrazów „Urszula”
- Galeria Tiffany
- Graffiti
- Profile
- Salon Sztuki Orientalnej
- Strych
- Towarzystwo Miłośników Gdyni
- Galeria Sojo-Art

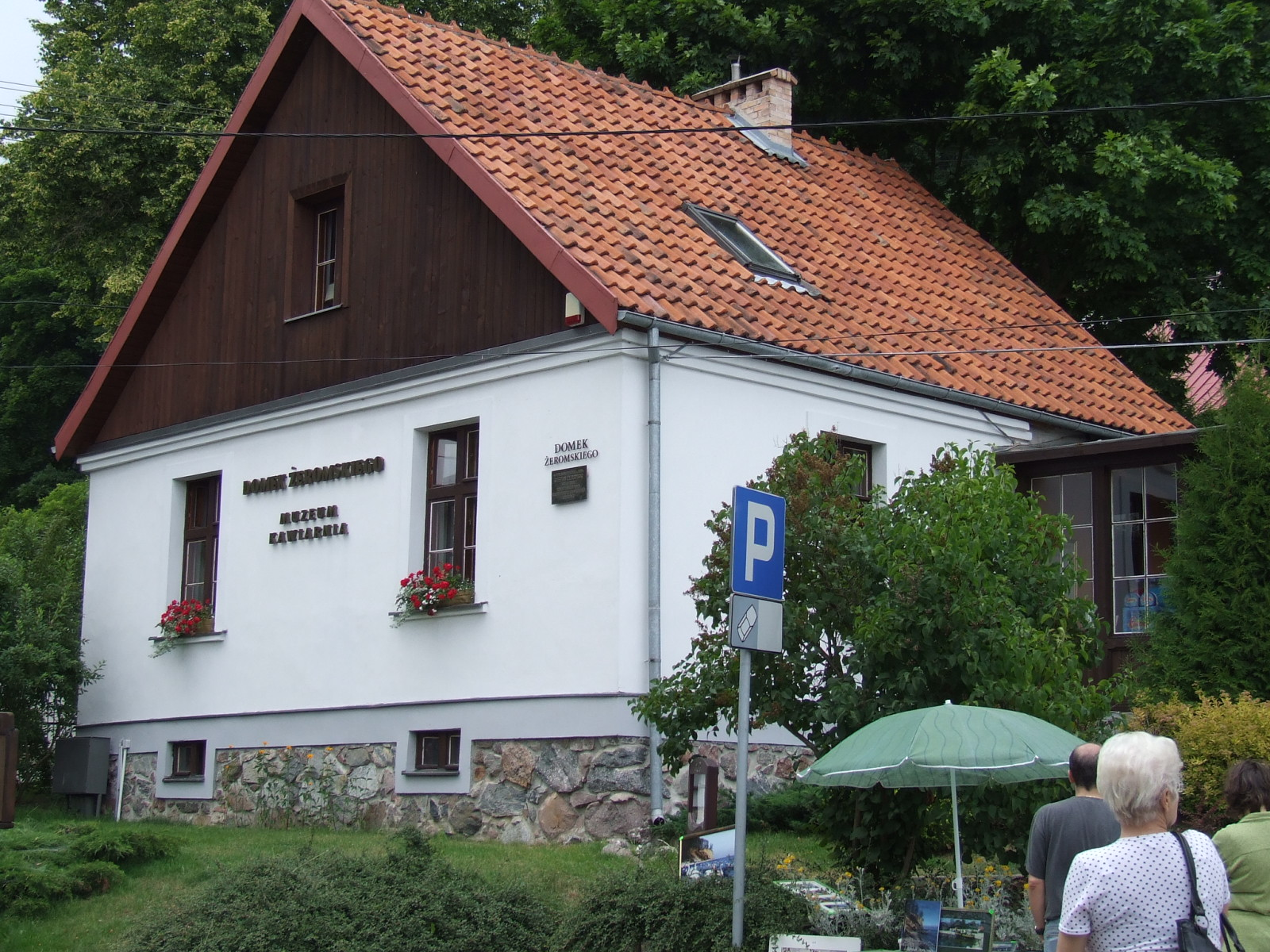
Dom w Gdyni-Orłowie, gdzie w 1920 roku mieszkał Stefan Żeromski. Obecnie wystawa dotycząca pisarza

- Galeria sztuki współczesnej „od czasu do czasu”

### Muzea
- Akwarium Gdyńskie

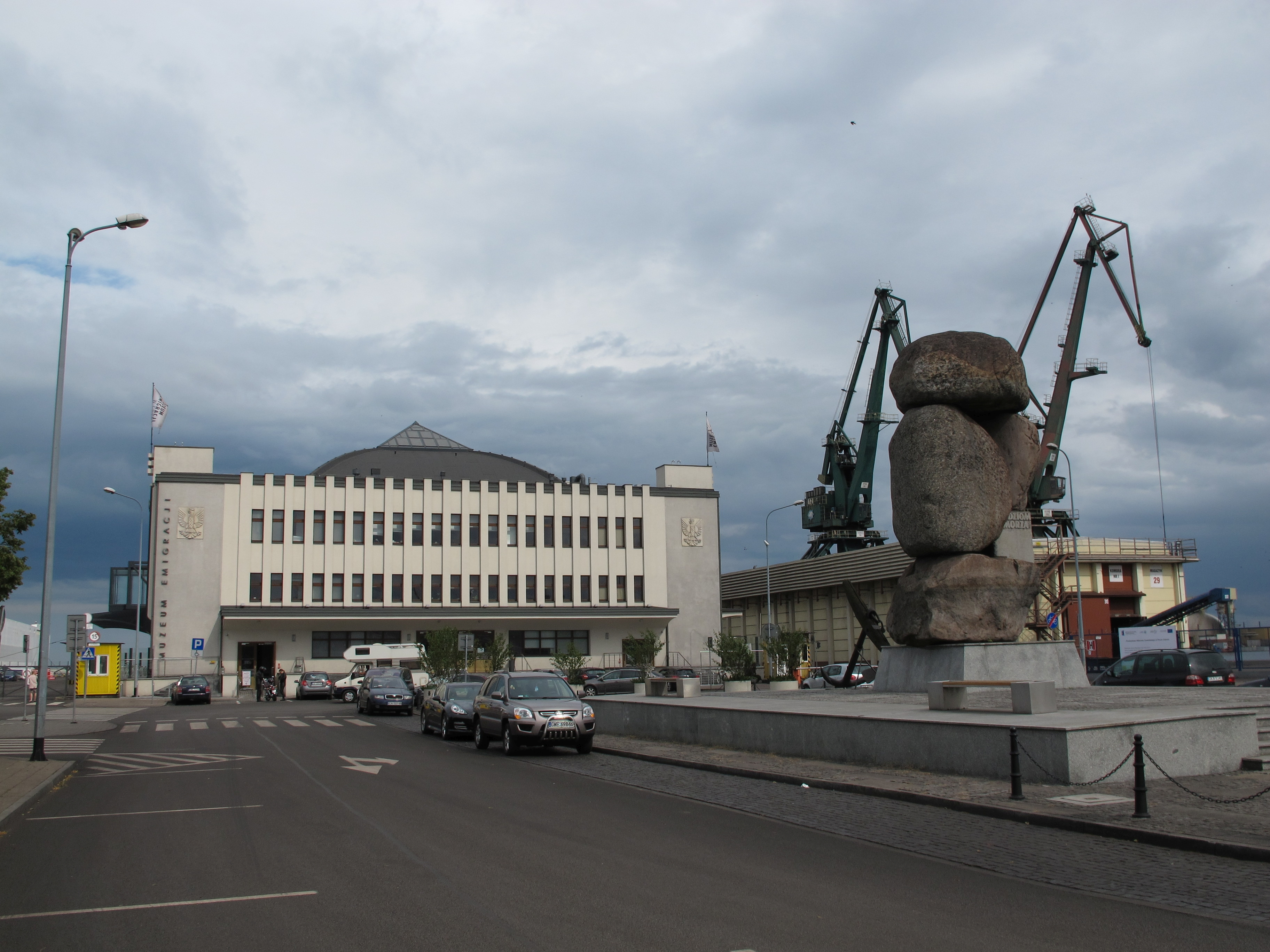
Muzeum Emigracji zbudowano w byłym dworcu morskim

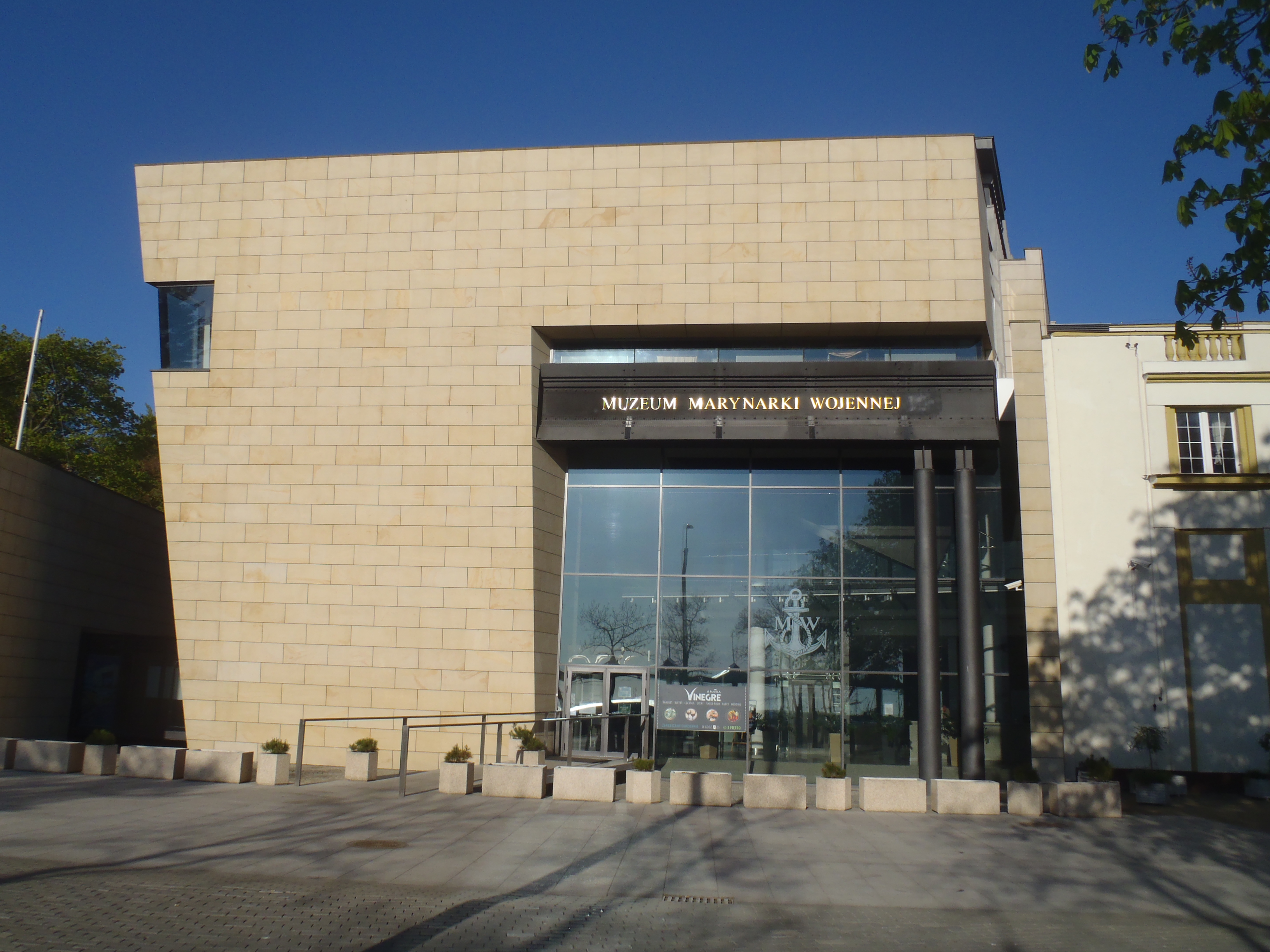
Muzeum Marynarki Wojennej

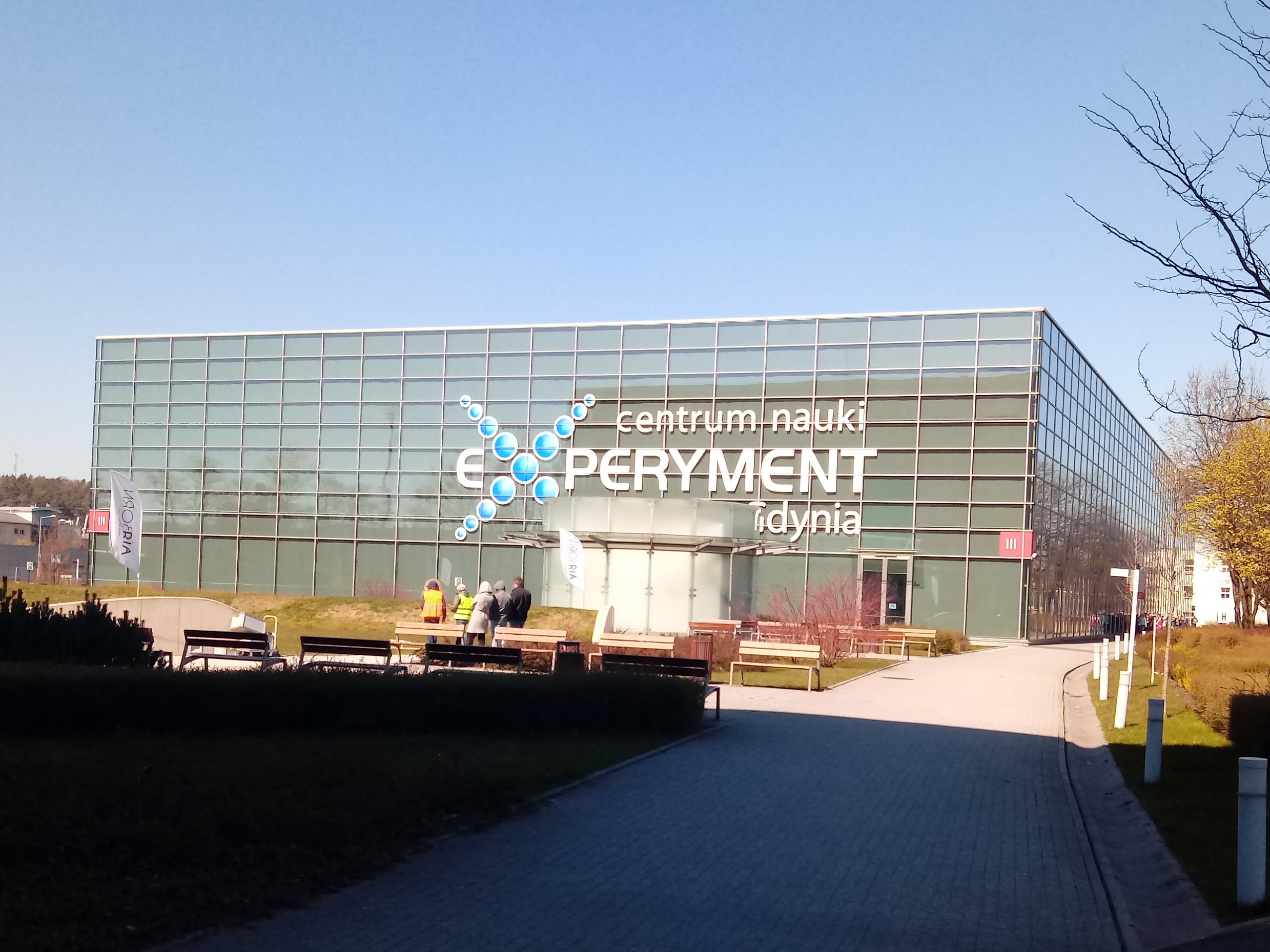
Centrum Nauki Experyment

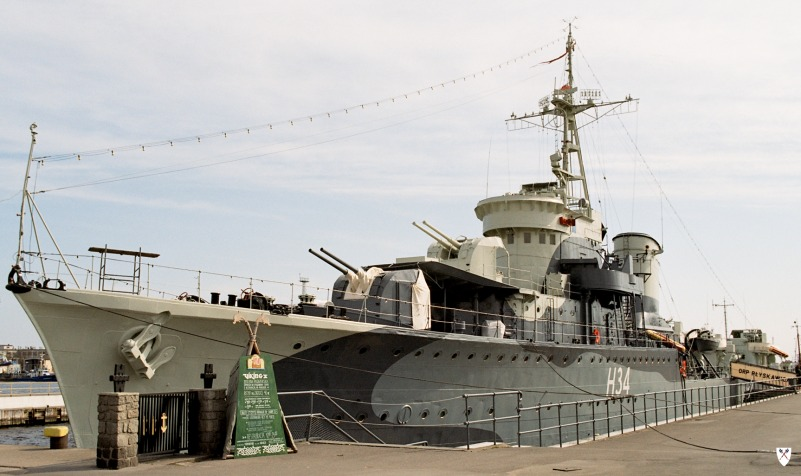
ORP „Błyskawica” – okręt muzeum

- Muzeum Emigracji – Otwarte 16 maja 2015 roku podczas „Nocy Muzeów 2015” w budynku byłego „Dworca Morskiego”
- Centrum Nauki Experyment
- Domek Abrahama
- Domek Żeromskiego
- Gdyńskie Muzeum Motoryzacji
- Izba dydaktyczna Nadleśnictwa Gdańsk
- Muzeum Marynarki Wojennej
- Muzeum Miasta Gdyni – najmłodszy budynek, muzeum otworzone zostało 16 listopada 2007[91]
- Planetarium (obecnie niedostępne dla turystów)
- Sala Tradycji Akademii Morskiej
- Skansen Rybołówstwa Morskiego

Do Nabrzeża Pomorskiego przycumowane są dwie jednostki pływające, które pełnią funkcje pływających obiektów muzealnych.
- Niszczyciel ORP „Błyskawica”, funkcję okrętu muzeum pełni od 1976 roku. Wybudowana w brytyjskiej stoczni jednostka służyła w Marynarce Wojennej RP w latach 1939–1946, powróciła do Polski w 1947 roku i służyła w Marynarce Wojennej do roku 1969. W 1976 roku przycumowała w Gdyni jako pływające muzeum.
- Żaglowiec „Dar Pomorza”, funkcję statku muzeum pełni od 1983 roku. W 1929 roku został zakupiony we Francji i pełnił funkcję fregaty szkolnej Szkoły Morskiej w Gdyni.

### Biblioteki
- Miejska Biblioteka Publiczna

### Inne instytucje kultury
- Centrum Kultury w Gdyni
- Towarzystwo Przyjaciół Gdyni

#### Film

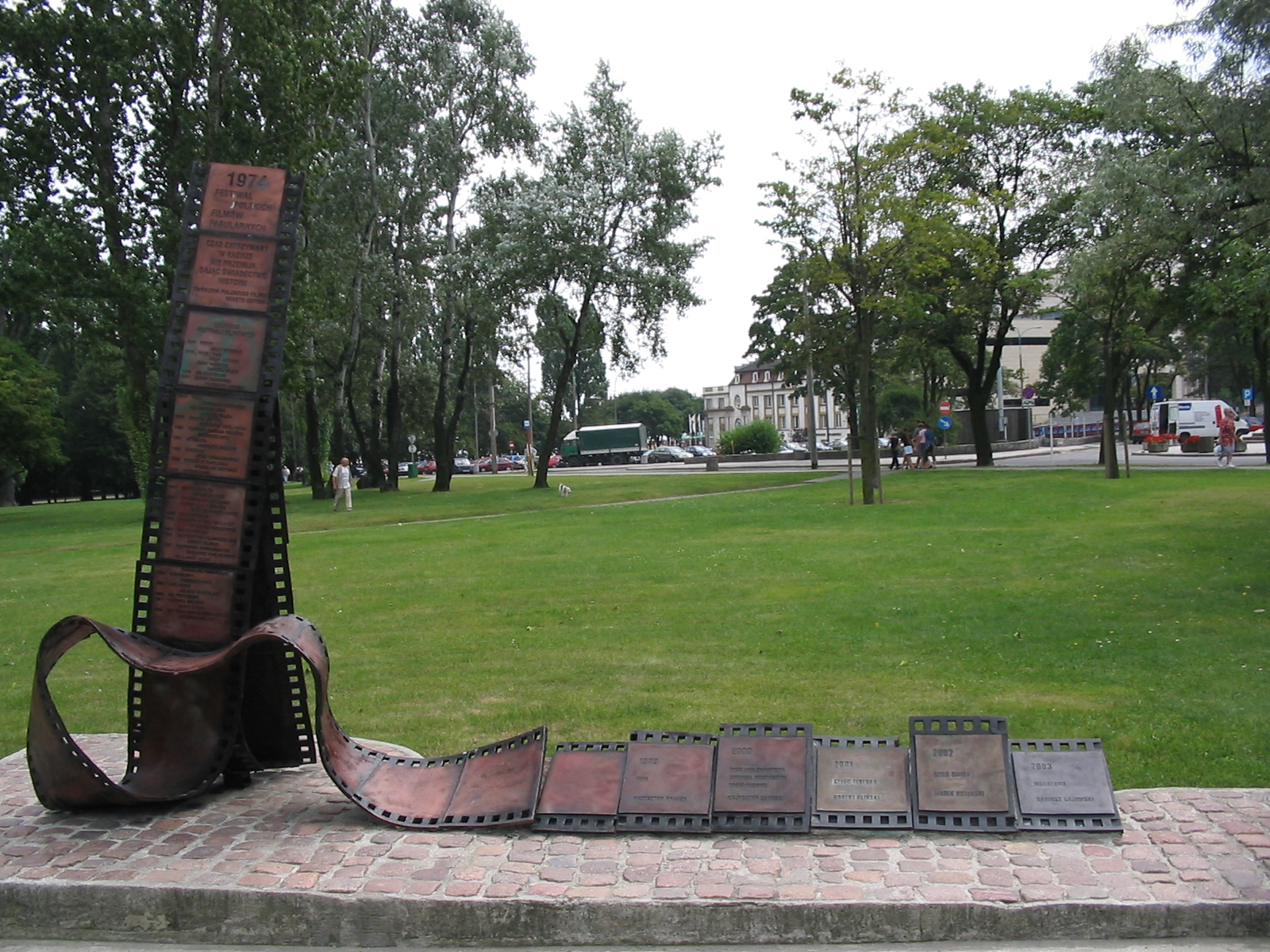
Pomnik Festiwalu Polskich Filmów Fabularnych w Gdyni

- Od 1986 roku w Gdyni odbywa się Festiwal Polskich Filmów Fabularnych (od 2010 roku, w maju, wcześniejsze edycje miały miejsce we wrześniu). Podczas festiwalu w Teatrze Muzycznym wyświetlane są filmy fabularne produkcji polskiej, a najlepszym z nich przyznawane są Złote Lwy. W mieście działa Gdyńska Szkoła Filmowa, która w 2015 roku weszła w skład Gdyńskiego Centrum Filmowego usytuowanego w Kompleksie Forum Kultury[92].
- Pomorskie Warsztaty Filmowe (organizowane przez Pomorską Fundację Filmową w Gdyni).

#### Muzyka i taniec

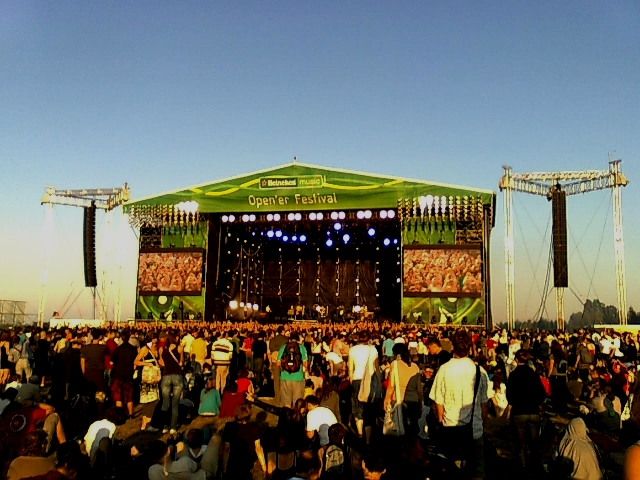
Open’er Festival (2009)

W Gdyni organizuje się festiwale muzyki popularnej, jak i muzyki poważnej.
- muzyka poważna: Gdynia Classica Nova (dawniej Festiwal Muzyki Sakralnej), Koncerty Muzyki Promenadowej (na Kamiennej Górze)
- muzyka dawna: Festiwal Anima Musica
  - W 2012 roku zorganizowano też Gdyński Weekend z Muzyką Dawną
- blues i muzyka jazzowa: Ogólnopolski Przegląd Młodych Zespołów Jazzowych i Bluesowych Gdyńskiego Sax Clubu, Gdynia Blues Festival, Ladies’Jazz Festival
- muzyka świata:
  - Od 2005 roku w mieście odbywa się też festiwal muzyki tradycyjnej i etnicznej Globaltica, na którym koncertowali już m.in. Sinéad O’Connor, Cesária Évora, Diana Krall, Goran Bregović czy Seal.
  - W dniach 19–21 maja 2006 roku w Gdyni gościł Festiwal Kultury Afrobrazylijskiej, na którym zaprezentowano m.in. pokaz capoeiry.
- muzyka popularna (szeroko rozumiana): miasto jest gospodarzem Open’er Festival, jednego z największych corocznie organizowanych festiwali w Europie. Występują na nim twórcy muzyki elektronicznej, rocka oraz hip-hopu.

#### Sztuki wizualne
Do gdyńskich festiwali z zakresu szeroko rozumianych sztuk wizualnych zaliczyć można festiwal form multimedialnych Transvizualia oraz plenerowy festiwal rytmu i ognia Frog.

#### Literatura i pokrewne
- Od 2006 roku wręczana jest Nagroda Literacka Gdynia, z którą związane są także imprezy cykliczne: festiwal literacki „Literaturomanie” oraz Jesienne Spotkania z Laureatami. Nagroda w formie pamiątkowych statuetek (Kostek Literackich) przyznawana jest autorom najlepszych książek z dziedziny prozy, poezji i eseistyki.
- Ogólnopolski Konkurs Recytatorski.

#### Imprezy masowe i plenerowe

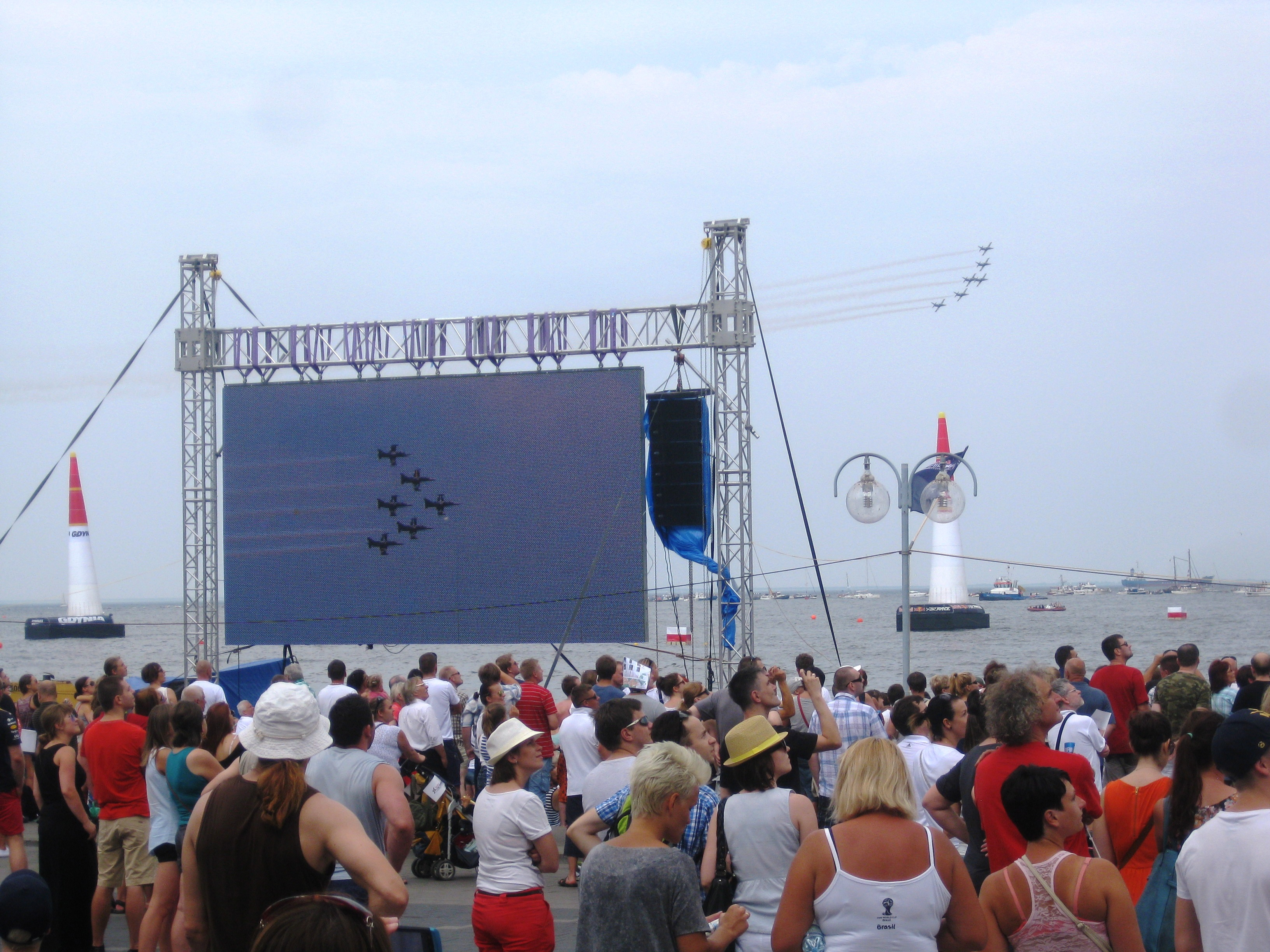
Red Bull Air Race Gdynia (2014)

Do większych imprez kulturalnych, które odbywają się co roku, należy zaliczyć CudaWianki – cykl wydarzeń, tj. koncerty, parady i happeningi, które inaugurują sezon letni w Gdyni.

### Media
W Gdyni wydawane są tytuły prasowe związane z tematyką morską („Bandera”, Namiary na Morze i Handel, Przegląd Hydrograficzny) oraz lokalne gazety – Dziennik Bałtycki (dodatek lokalny) oraz Nasze Miasto. Siedziby mają dwaj operatorzy telewizji kablowej – Vectra oraz Multimedia Polska i należąca do tej spółki telewizja Tele-Top. O istotnych gdyńskich wydarzeniach na bieżąco informuje telewizja regionalna Pomorska.TV. W przeszłości z Gdyni nadawały również dwie lokalne rozgłośnie radiowe: Eska Nord i Radio Hello.
Od listopada 2009 roku w Gdyni ukazuje się „Bliza” – gdyński kwartalnik artystyczny, którego redaktorem naczelnym jest pisarz Paweł Huelle.
Od listopada 2014 roku w Gdyni ponownie reaktywowano tygodnik miejski „Kurier Gdyński”, wydawany przez wydawnictwo Polskapresse.
Od kwietnia 2017 roku w Gdyni ponownie reaktywowano rozgłośnie radiową „Gdynia Radio”, aktualnie działa ona na zasadzie radia internetowego.

## Ochrona zdrowia

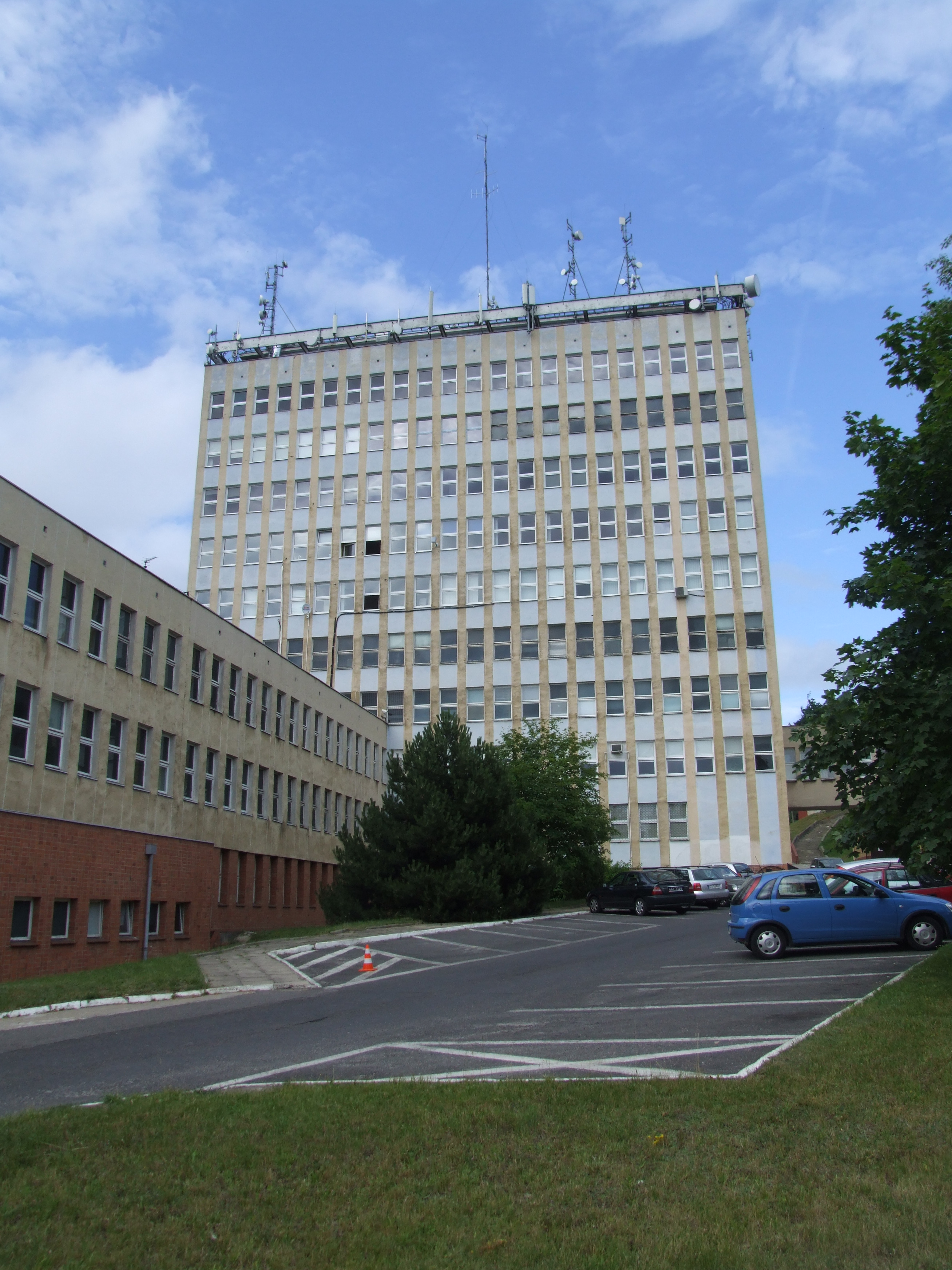
Uniwersyteckie Centrum Medycyny Morskiej i Tropikalnej GUM

### Szpitale publiczne
- Szpital Morski im. PCK[96]
- Szpital Św. Wincentego a Paulo[96] (d. Szpital Miejski im. J. Brudzińskiego[97])
- Uniwersyteckie Centrum Medycyny Morskiej i Tropikalnej[98]

## Edukacja

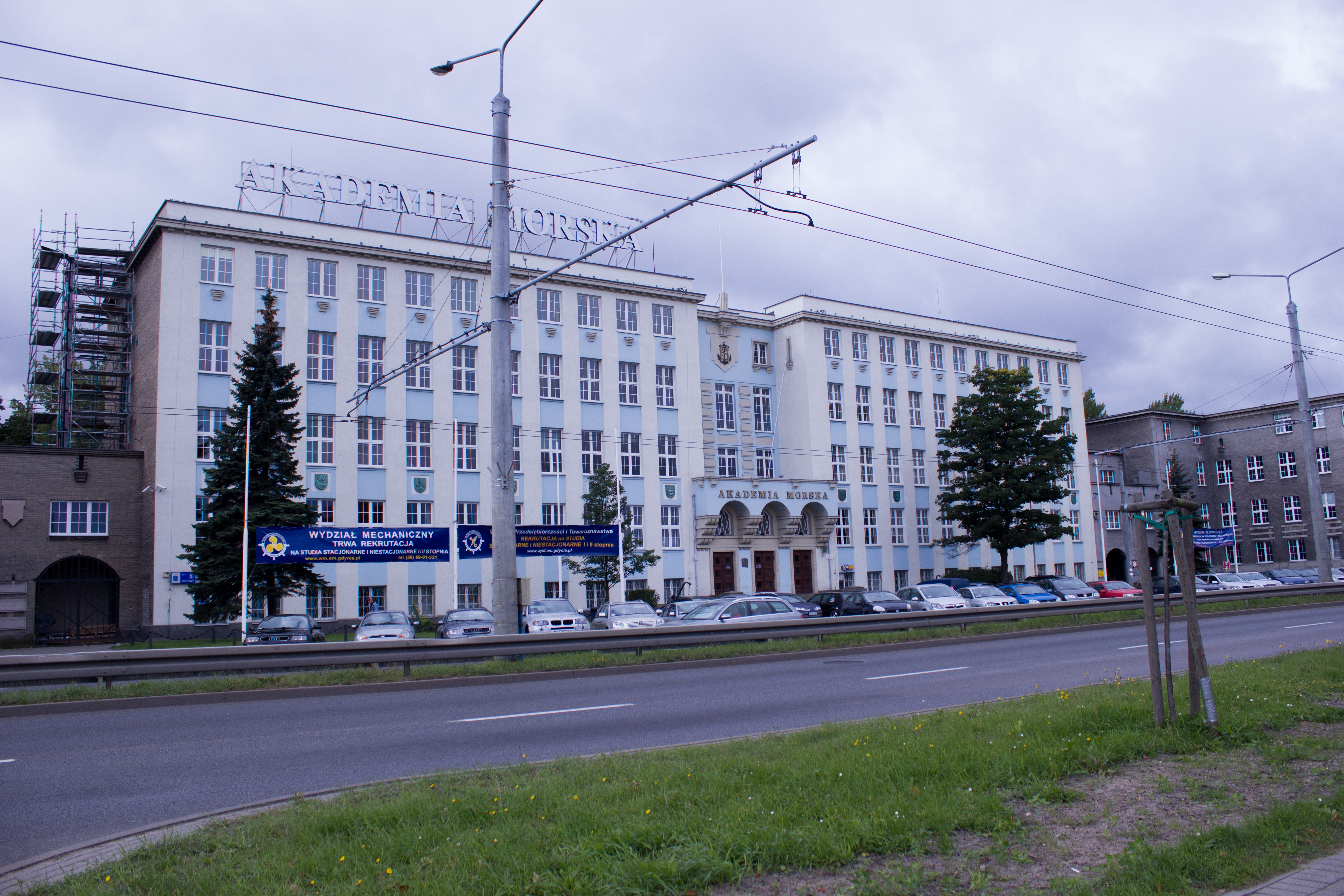
Uniwersytet Morski w Gdyni – gmach główny przy ul. Morskiej 83

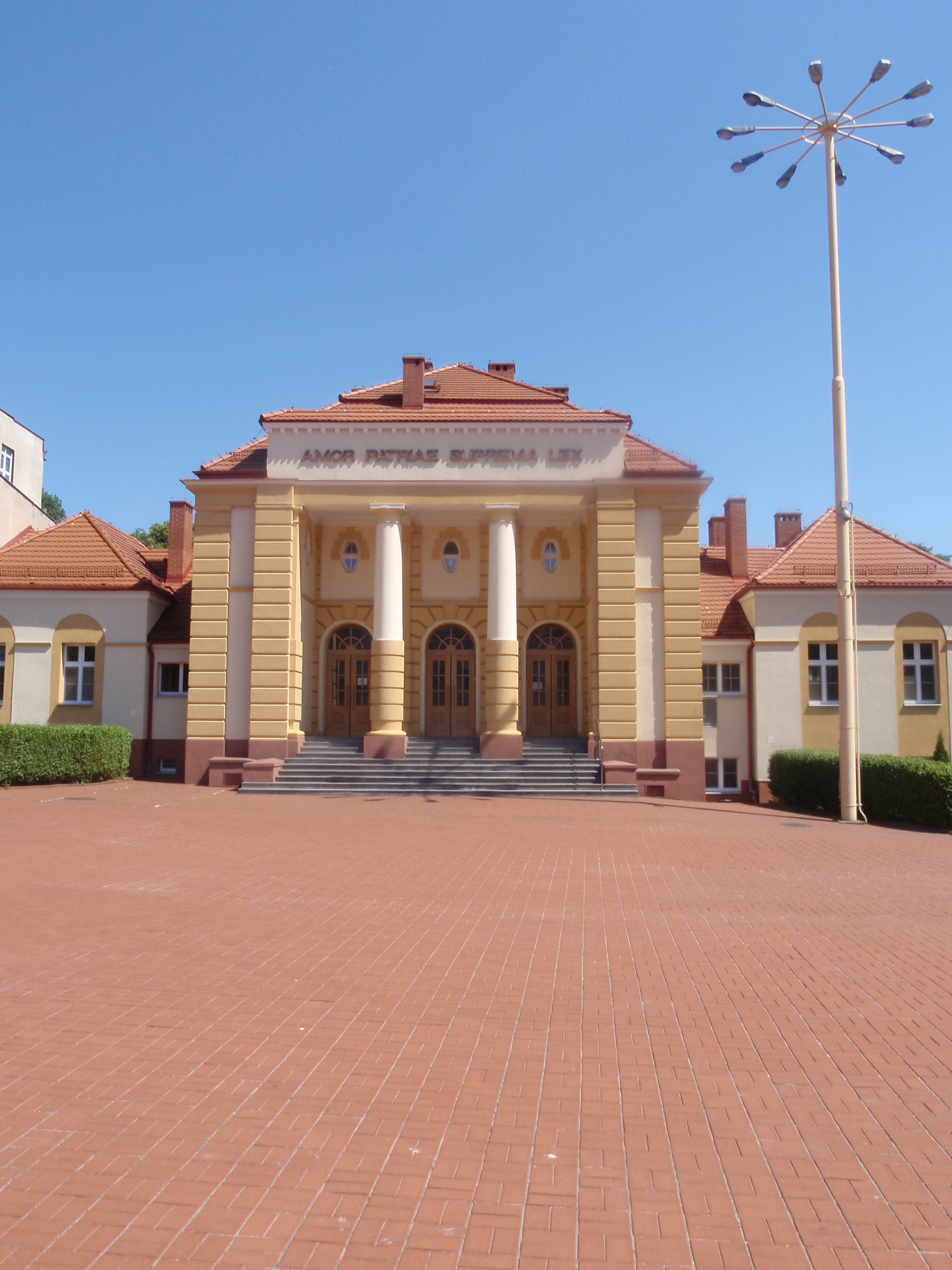
Akademia Marynarki Wojennej im. Bohaterów Westerplatte

W Gdyni istnieje 46 przedszkoli, 41 szkół podstawowych, 19 liceów, 25 techników, 10 szkół branżowych I stopnia oraz 52 szkoły o charakterze policealnym. Wśród tej ostatniej kategorii jest 8 szkół wyższych.

### Organizacje pozarządowe
Fundacja Gospodarcza powstała w 1990 roku. Jako jedna z pierwszych organizacji pozarządowych w Polsce rozpoczęła działalność na rzecz wspierania przedsiębiorczości, podnoszenia kwalifikacji zawodowych pracowników, przeciwdziałania bezrobociu. Obecnie Fundacja prowadzi głównie działalność szkoleniową, m.in. kursy spawania i egzaminy na uprawnienia PRS Polski Rejestr Statków i DNV Det Norske Veritas. Jest też operatorem Pomorskiego Miasteczka Zawodów.
Integrowaniem i koordynowaniem współpracy Gdyni z organizacjami pozarządowymi, szeroko rozumianą animacją społeczną oraz promowaniem działań NGO’sów zajmuje się powołane w 1996 roku Gdyńskie Centrum Organizacji Pozarządowych. W jego ramach realizowany jest m.in. projekt „DOKI – gdyński inkubator aktywności”, mający na celu zachęcenie młodych gdynian do wolontariatu i większej aktywności w przestrzeni miejskiej, kampania społeczna „1% Mały procent, wielka sprawa”, mająca na celu promocję przekazywania 1% podatku na gdyńskie organizacje pożytku publicznego oraz Gdyńskie Warsztaty Podróżnicze „Szerokie Horyzonty”.

### Szkoły wyższe
Największymi państwowymi uczelniami w mieście są Akademia Marynarki Wojennej oraz Uniwersytet Morski, które związane są z nadmorskim charakterem Gdyni. Pierwsza z nich została zlokalizowana na Oksywiu w 1946 roku decyzją marsz. Polski Michała Rola-Żymierskiego. Podlega Ministrowi Obrony Narodowej, kształci oficerów i podchorążych oraz osoby cywilne. Druga, która została przeniesiona w 1930 roku z Tczewa do Gdyni, edukuje przyszłych oficerów marynarki handlowej oraz specjalistów związanych z gospodarką morską. Ponadto w Śródmieściu znajdują się dwa wydziały Uniwersytetu Gdańskiego: Wydział Biologii oraz Wydział Oceanografii i Geografii. Rozbudowa ich siedziby, mieszczącej się w jednym budynku, została ukończona w 2004 roku.
W Gdyni funkcjonują też uczelnie prywatne, takie jak Pomorska Wyższa Szkoła Humanistyczna, Wyższa Szkoła Administracji i Biznesu im. Eugeniusza Kwiatkowskiego, Wyższa Szkoła Komunikacji Społecznej, Wyższa Szkoła Międzynarodowych Stosunków Gospodarczych i Politycznych oraz Wyższa Szkoła Bankowa w Gdańsku Wydział Ekonomii i Zarządzania w Gdyni.
W styczniu 2010 roku z inicjatywy środowiska filmowego w mieście powstała też Gdyńska Szkoła Filmowa. Jej program nauczania obejmuje zarówno zajęcia z filmu fabularnego, jak i filmu dokumentalnego, prowadzone szczególnie pod kątem nauczania reżyserii i sztuki operatorskiej filmu.

## Turystyka

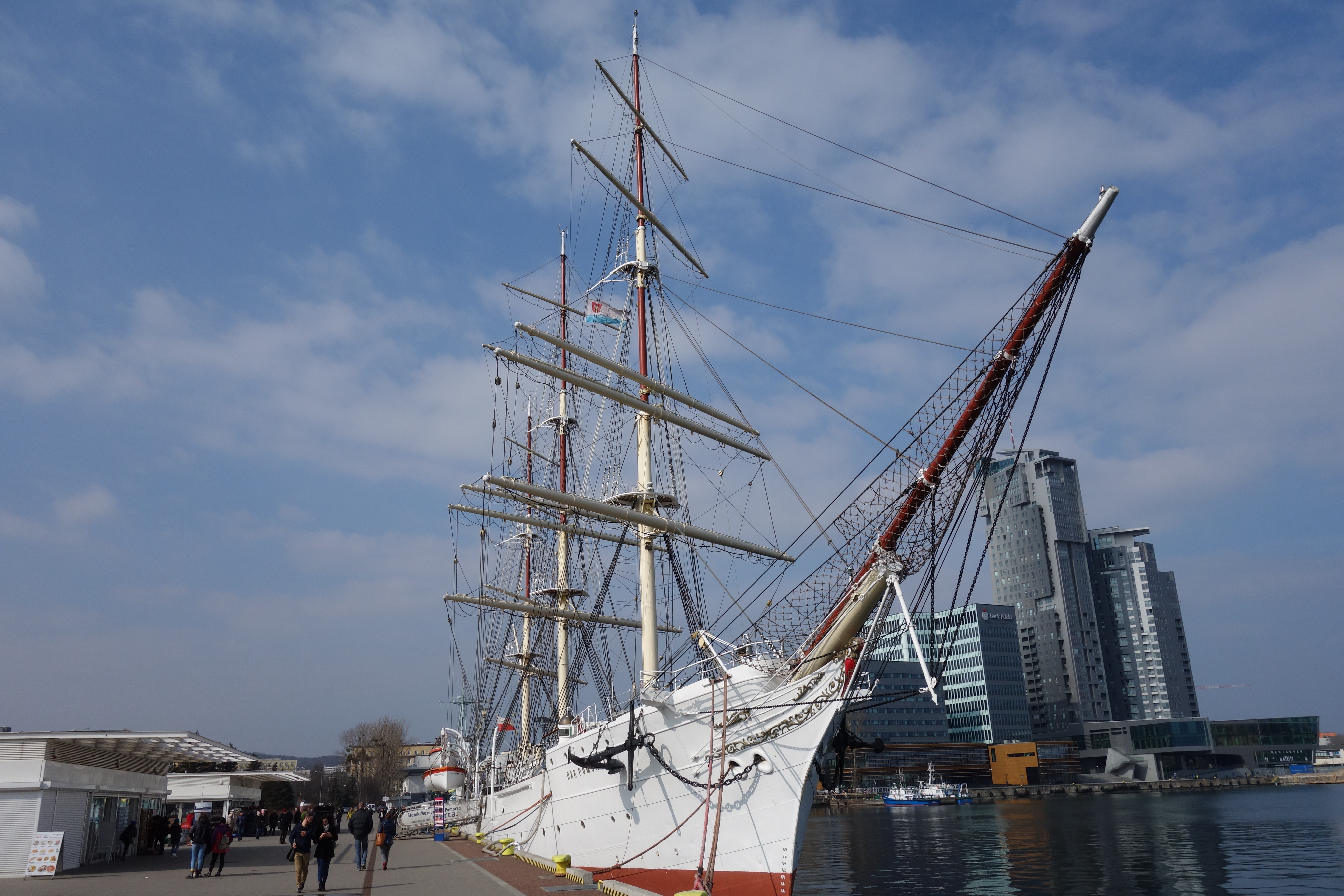
„Dar Pomorza”

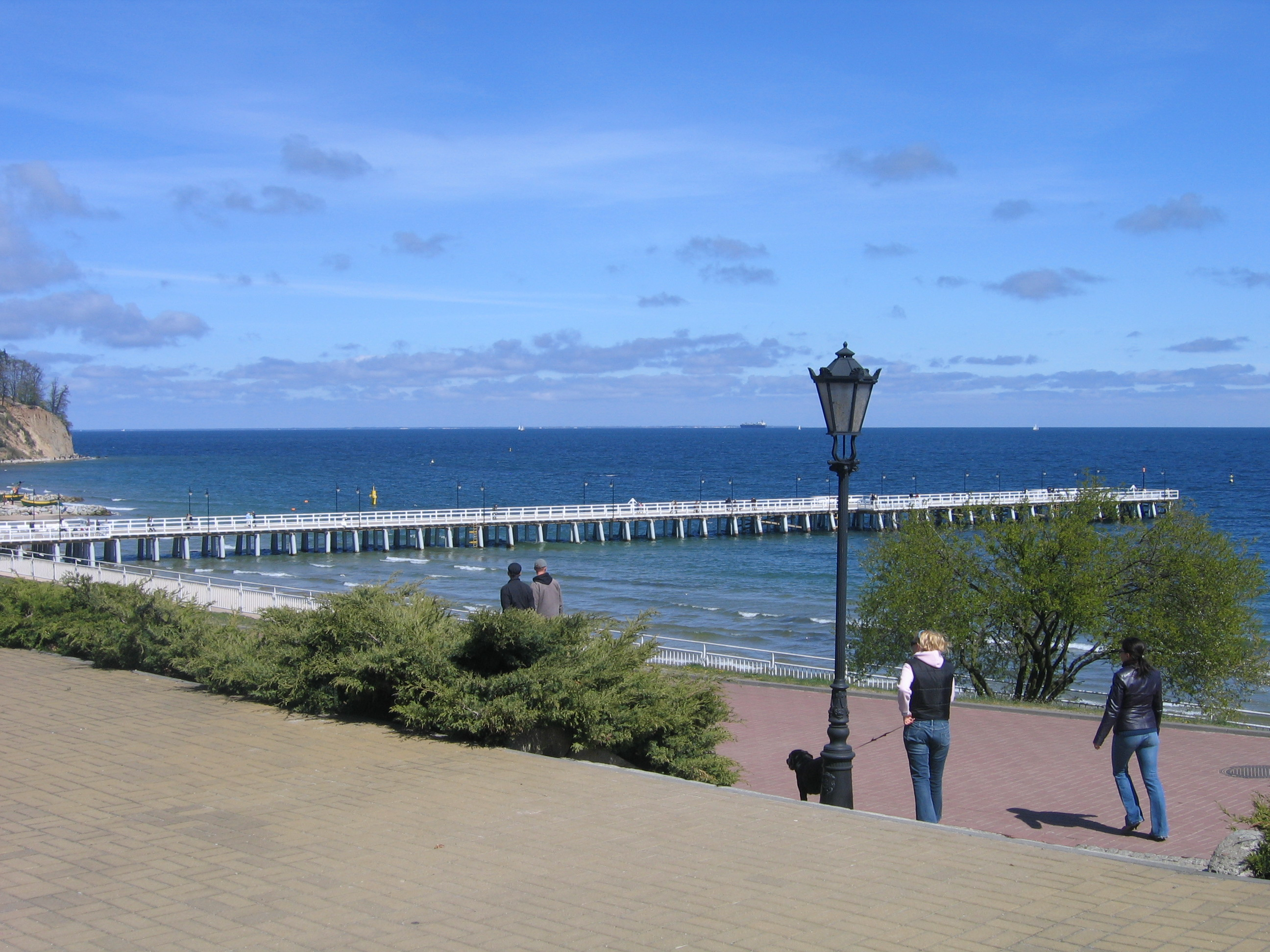
Molo w Orłowie

Gdynia posiada rozległe nadmorskie tereny spacerowe. Zalicza się do nich Molo Południowe, będące przedłużeniem Skweru Kościuszki – cumują tam jednostki muzealne – niszczyciel „ORP Błyskawica” oraz żaglowiec „Dar Pomorza”. Na Molu Południowym znajduje się także Akwarium Gdyńskie, a do Helu pływają z niego statki białej floty. W gdyńskiej marinie prowadzone są szkolenia żeglarskie, można także czarterować jachty. Trasy spacerowe mieszkańców to Bulwar Nadmorski oraz kilka kilometrów piaszczystych plaż, które ciągną się do Sopotu i dalej do Gdańska. Dostępny jest również port – przy Nabrzeżu Francuskim, gdzie stawały polskie transatlantyki, w sezonie cumują duże wycieczkowce. Okolice Kapitanatu Portu są dostępne dla każdego. Z Nabrzeża Pilotowego można obserwować wchodzące i wychodzące statki oraz rzucić okiem na port wojenny Gdynia. Panoramę miasta podziwiać można z Kamiennej Góry, willowo-parkowej dzielnicy Gdyni. W północnej części miasta – w dzielnicy Babie Doły, ok. 300 m. od brzegu, znajdują się ruiny niemieckiej torpedowni (druga torpedownia na Oksywiu należy do Marynarki Wojennej). Gdynia jest skomunikowana z resztą Trójmiasta – kolejką SKM z Gdyni Głównej jedzie się do Sopotu 14 minut, a do Gdańska 35 minut. Jako jedno z 4 polskich miast posiada sieć trolejbusową. W 2013 roku przy ul. Świętojańskiej kosztem 8 mln zł powstał infobox – budynek składający się z 3 kontenerów, z makietą miasta o rozmiarach 8 × 4 m, miejscem zabaw dla dzieci, centrum informacji kulturalnej oraz 22-metrową wieżą widokową z panoramiczną windą.
W Gdyni nad morzem wyznaczono 4 strzeżone letnie kąpieliska: Gdynia Śródmieście, Gdynia Redłowo, Gdynia Orłowo, Gdynia Babie Doły.
W administracyjnych granicach Gdyni, jak i wokół miasta znajdują się lasy i tereny zielone oraz pagórkowaty krajobraz, będący pozostałością polodowcowej pradoliny.

### Hotele

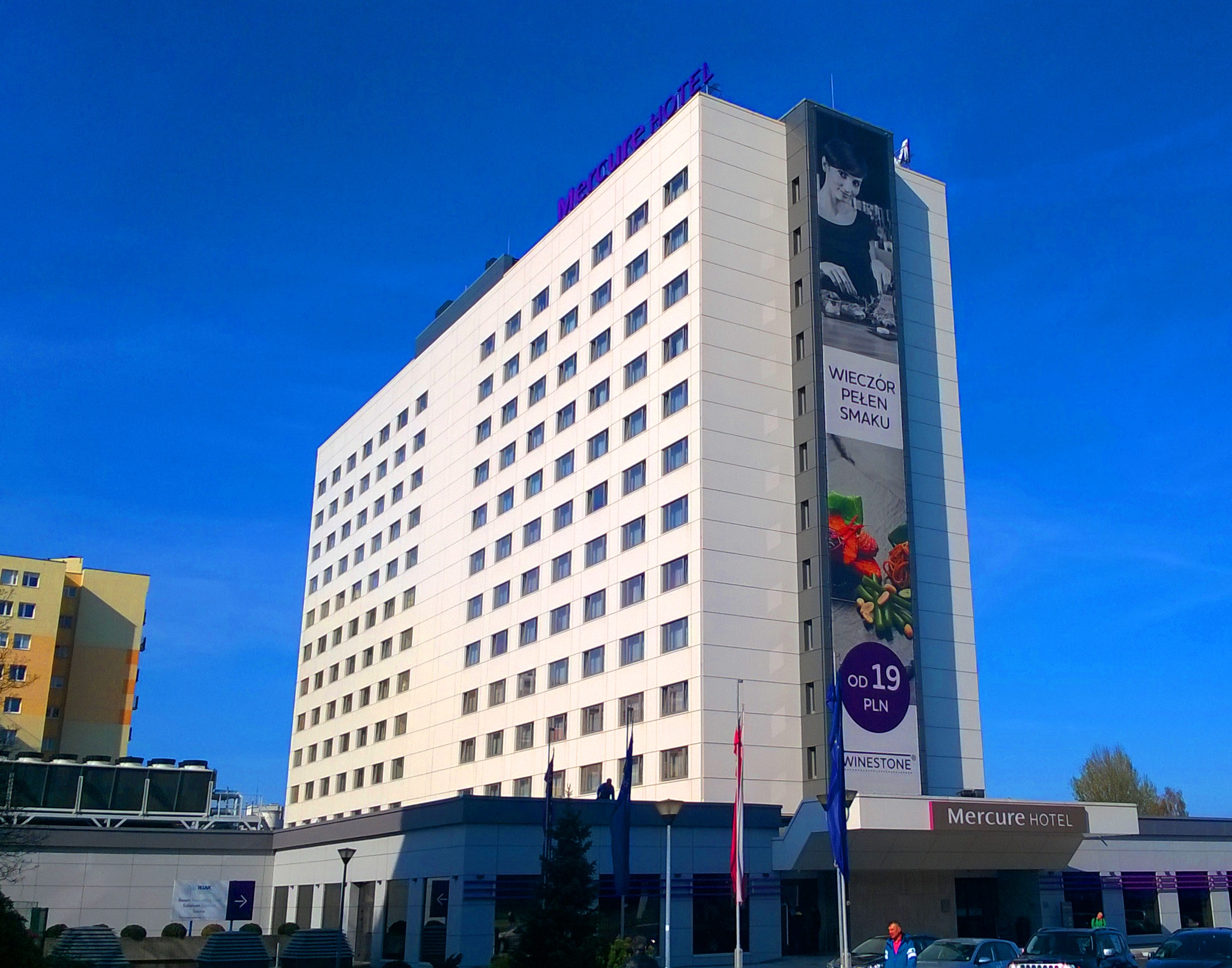
Hotel Mercure Gdynia

Baza hotelowa miasta Gdyni w 2024 roku składa się z: 1 obiektu pięciogwiazdkowego (Hotel Quadrille Relais & Châteaux), 4 obiektów czterogwiazdkowych (Hotel Courtyard by Marriott Gdynia Waterfront, Hotel My Story Gdynia, Hotel Nadmorski, Hotel Różany Gaj), 9 obiektów trzygwiazdkowych (Hotel Antares, Hotel Blick, Hotel Gdynia Boutique, Hotel Hotton, Hotel Jakubowy, Hotel Kuracyjny, Hotel Mercure Gdynia Centrum, Hotel Morski, Hotel Willa Lubicz) oraz 2 obiektów dwugwiazdkowych (Hotel Baltic, Hotel Dom Marynarza).

### Szlaki
Szlak Trójmiejski (45,9 km): Gdynia Dworzec PKP – Gdańsk Dworzec PKP

 Szlak Wejherowski (55 km): Sopot Kamienny Potok SKM – Wejherowo Dworzec PKP

 Szlak Zagórskiej Strugi (56 km): Gdynia Wzgórze Św. Maksymiliana SKM – Wejherowo Dworzec PKP

 Szlak Źródło Marii (10,5 km): Gdynia Wielki Kack – Gdańsk Osowa PKP
 Szlak Kępy Redłowskiej (12,6 km): Gdynia Skwer Kościuszki – Gdynia Mały Kack

#### Ścieżki rowerowe
Ścieżki na terenach leśnych
- Bernadowo – Mały Kack (4,8 km)
- Bernadowo – Orłowo (4,5 km)
- Chwarzno – Działki Leśne (3,4 km)
- Chylonia – skrzyżowanie leśnych tras nr 6 i 7 (3,6 km)
- Dąbrowa – Chwarzno (2,9 km)
- Demptowo – Chwarzno (3,1 km)
- Gołębiewo – plaża Gdynia (5,6 km)
- Karwiny – Obwodnica Trójmiasta (4,2 km)
- Osowa – Źródło Marii (4,4 km)
- Polanka Redłowska – Orłowo (3,4 km)
- Pustki Cisowskie – Cisowa (4,4 km)
- Wiczlino – Chwarzno (2,6 km)
- Wielki Kack – Dąbrowa (8,7 km)
- Wielki Kack – Osowa (4,4 km)
- Wielki Kack – Witomino-Leśniczówka (3,1 km)
- Witomino – Chwarzno (3,7 km)
- Witomino – Demptowo (3,6 km)

Łącznie: 70,4 km
Ścieżki komunikacyjne
- Al. Piłsudskiego (0,6 km)
- Al. Zwycięstwa (3,6 km)

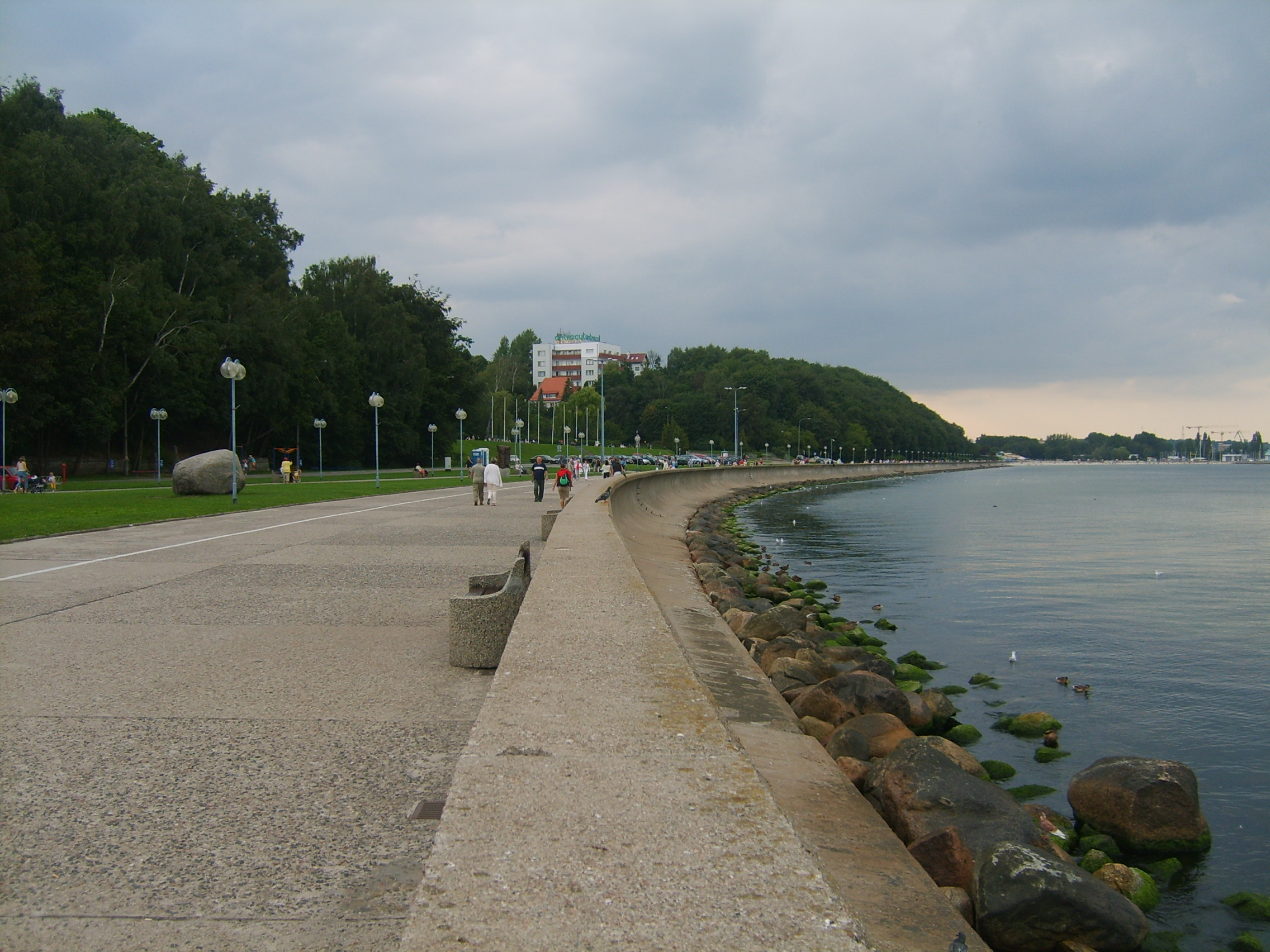
Bulwar Nadmorski im. Feliksa Nowowiejskiego

- Bulwar Nadmorski im. Feliksa Nowowiejskiego (1,5 km)
- ul. Chwarznieńska (0,38 km)
- ul. Dickmana (1,6 km)
- ul. Kielecka (1,6 km)
- ul. Morska (8,8 km)
- ul. Śląska (1,3 km)
- ul. Wiczlińska (0,5 km)
- ul. Wielkopolska – ul. Chwaszczyńska (3,8 km)
- ul. Władysława IV (0,9 km)
- ul. Zielona (2,6 km)

Łącznie: 27,18 km

### Spotkania podróżników
Od 1999 roku na początku wiosny odbywają się Ogólnopolskie Spotkania Podróżników, Żeglarzy i Alpinistów – Kolosy.

## Przyroda

### Park krajobrazowy i rezerwaty
- Trójmiejski Park Krajobrazowy: Został utworzony w 1979 roku. Jego ogólna powierzchnia wynosi 20 104 ha. Park obejmuje część wysoczyzny morenowej wraz z jej strefą krawędziową, w obrębie której występują liczne rozcięcia erozyjne z bardzo atrakcyjnymi geomorfologicznie i krajobrazowo dolinami. Występującymi najczęściej zbiorowiskami roślinności są fitocenozy lasów bukowo-dębowych, bukowych i grądowych, w dnach rozcięć spotyka się lasy łęgowe olszowo – jesionowe. Na terenie Parku w granicach administracyjnych Gdyni znajdują się trzy rezerwaty przyrody i kilkanaście pomników przyrody. Położenie Parku i nagromadzenie w nim obiektów przyrodniczych czyni go jednym z najbardziej interesujących rejonów dla badań przyrodniczych i ochrony środowiska.
- Rezerwat Kępa Redłowska: Stanowi utworzony w 1938 roku rezerwat krajobrazowy o powierzchni 118,16 ha. Położony w granicach administracyjnych Gdyni, między Orłowem a Kamienną Górą. Celem ochrony jest zachowanie naturalnych lasów bukowych oraz stanowisk jarzęba szwedzkiego i rokitnika zwyczajnego. Rezerwat daje możliwość obserwacji panoramy Gdyni oraz procesów abrazji morskiej. Jest to pierwszy rezerwat utworzony w województwie gdańskim i jeden z najstarszych w Polsce.
- Rezerwat przyrody Kacze Łęgi: Jest to rezerwat leśno – florystyczny o powierzchni 8,97 ha utworzony w 1983 roku, leżący w dolinie rzeki Kaczej. Obejmuje odcinek potoku z niewielkim dopływem oraz dobrze zachowany fragment lasu łęgowego z okazałym drzewostanem i wieloma drzewami pomnikowymi. Rezerwat chroni pozostałość dawnej szaty roślinnej dolin rzecznych (łęg wiązowy) w formie typowej dla roślinności dna dolin niewielkich rzek.
- Rezerwat przyrody Cisowa: Rezerwat leśny o powierzchni 24,76 ha, utworzony w 1983 roku w celu zachowania fragmentów buczyny i łęgu jesionowo – olszowego oraz stanowisk roślin chronionych i rzadkich.

### Klify

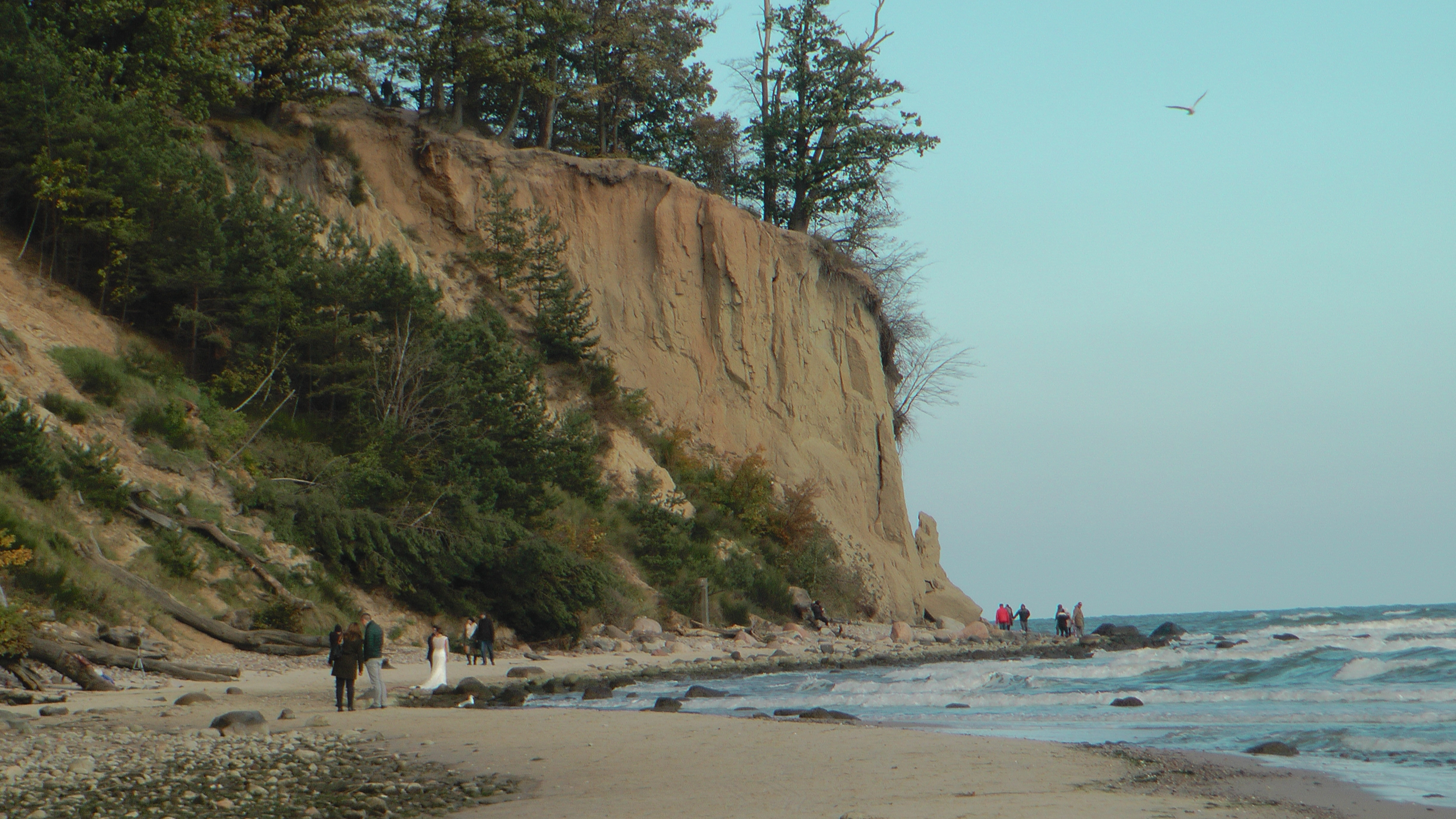
Klif Orłowski

Strukturami przyrodniczymi występującymi tylko w strefie nadmorskiej, a także najbardziej naturalnymi miejscami pierwotnymi są klify. Warunki siedliskowe spowodowały wykształcenie fitocenoz z wieloma gatunkami roślin rzadkich i chronionych. Klify aktywne, w szczególności Klif Orłowski, stanowią naoczne źródło wiedzy geologicznej. Zarówno klify aktywne, jak i martwe mają walory krajobrazowe, co może je kwalifikować do ochrony także jako zespoły przyrodniczo-krajobrazowe. Klif Redłowski ma wysokość 60 m.

### Miasto – ogród Kamienna Góra
Zespół obejmuje obszar Kamiennej Góry, na który składają się park „Kamienna Góra”, skarpy klifów od strony Zatoki oraz dzielnica domów jednorodzinnych – rezydencji pochodzących głównie z okresu międzywojennego. Na terenach zielonych występują fragmenty naturalnych drzewostanów porastających klify i niektóre fragmenty zboczy. Wśród drzew dominują buki, klony, często spotyka się dęby, czereśnie, jarzębiny i graby. Licznie występują drzewa i krzewy gatunków i odmian ozdobnych, np. klon jesionolistny, cypryśniki, żywotniki, cisy i jałowce. Wśród terenów zielonych duże obszary zajmują skwery i zieleńce. Ten fragment Gdyni zaliczany jest do dobrze zagospodarowanych.

### Zespół dworsko-parkowy
Znajduje się przy ul. Folwarcznej 2 w Orłowie. Drzewostan tworzą w nim głównie drzewa rodzime jak: buki, klony, graby, olsze, wierzby, cisy i topole, a z gatunków obcych występują między innymi kasztanowce, daglezje i grochodrzewy. Na jego terenie znajdują się dwa pomniki przyrody (kasztanowce) oraz wiele drzew o rozmiarach drzew pomnikowych (np. buk o średnicy 135 cm.).

### Zespół dworsko-parkowy Kolibki

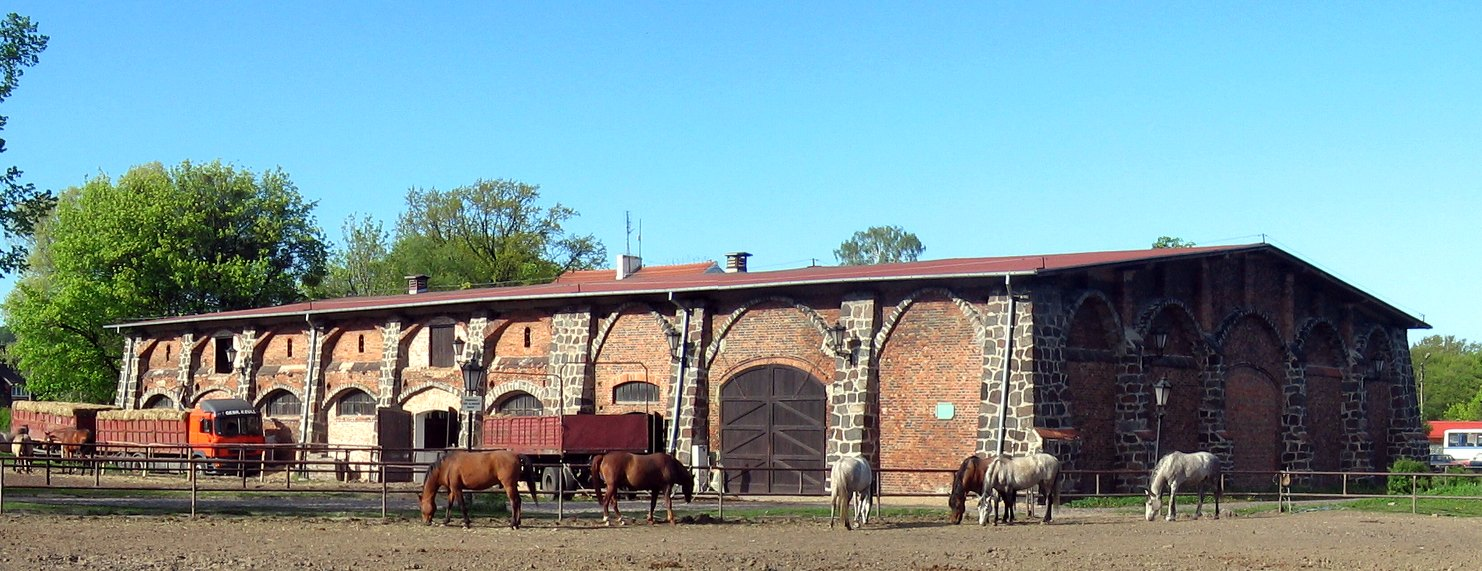
Stajnie w Kolibkach

Umiejscowiony jest przy al. Zwycięstwa 291 (Orłowo – Kolibki). W skład jego wchodzą – zespół budynków i tzw. „Park Marysieńki”. Obecnie jest tam szkółka jeździecka. Wśród drzew występujących na tym terenie dominują gatunki rodzimego pochodzenia (klon zwyczajny, buk zwyczajny, dąb szypułkowy, lipa drobnolistna, jesion wyniosły, klon, jawor) z niewielką domieszką drzew obcych (np. kasztanowiec). We wschodniej części parku występuje także bardzo stary jesion wyniosły, mający rozmiary drzewa pomnikowego (średnica 173 cm).

### Skwer Plymouth
Położony jest u zbiegu Ulicy Świętojańskiej i Alei Piłsudskiego, naprzeciwko gmachu Urzędu Miasta. Nazwę zawdzięcza jednemu z siostrzanych miast – brytyjskiemu Plymouth. W nawiązaniu do nazwy skweru w jego krajobraz wkomponowane zostały żonkile sprowadzone z Anglii oraz charakterystyczna brytyjska budka telefoniczna. W rejonie skweru przewidywano niegdyś nową lokalizację Urzędu Miasta.

### Park Rady Europy

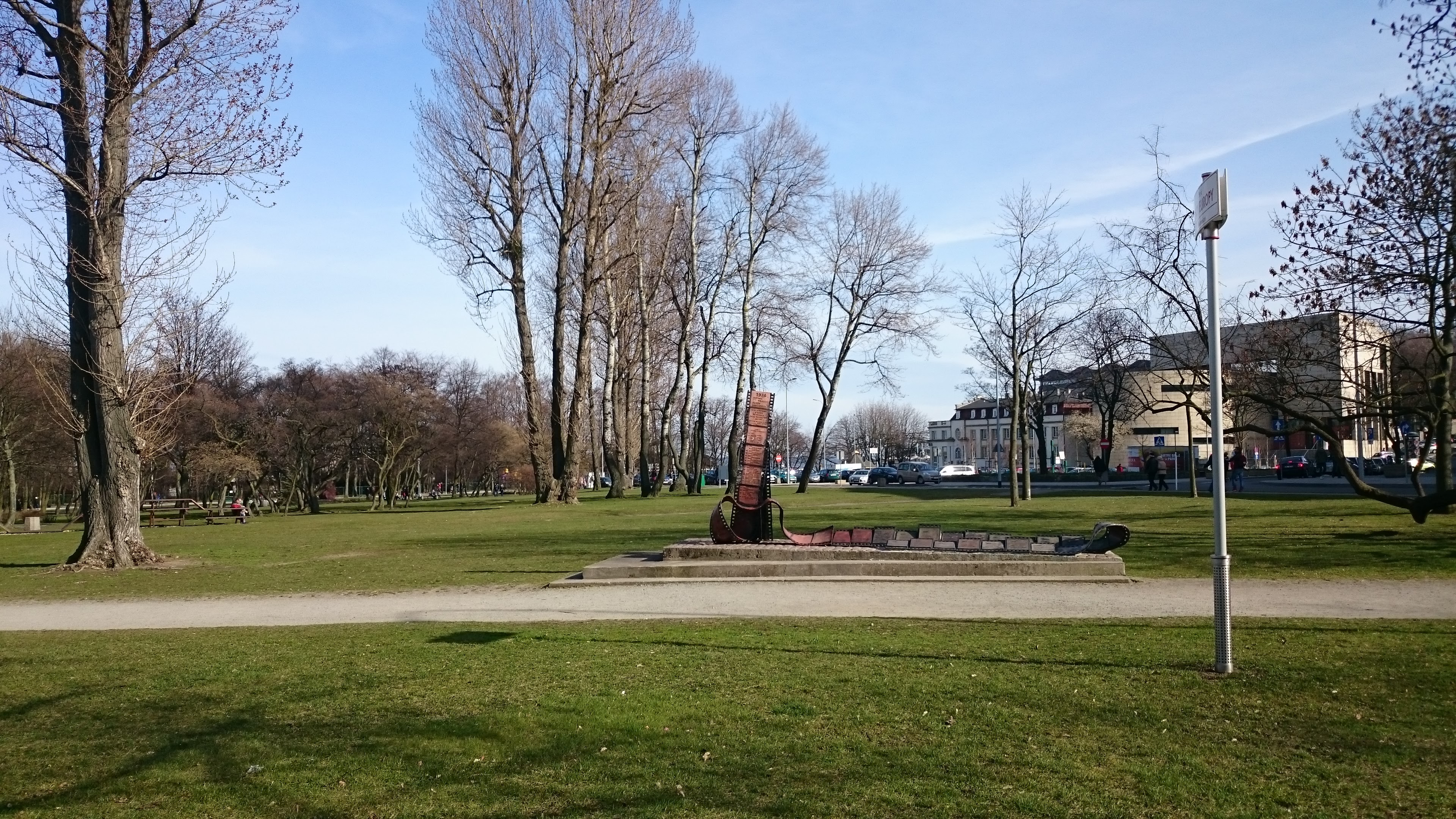
Park Rady Europy

Jest to obszar zieleni położony między Teatrem Muzycznym a Skwerem Kościuszki, nieopodal Hotelu Gdynia. Łączy on miasto z Bulwarem Nadmorskim i miejską plażą. W okresie międzywojennym miejsce to przewidziane zostało pod urządzenie reprezentacyjnego placu publicznego Forum Morskie, który otaczać miały obiekty użyteczności publicznej. Forum to miało stanowić centralne miejsce Dzielnicy Reprezentacyjnej. Po II wojnie światowej kontynuowano prace nad koncepcją Forum Morskiego organizując m.in. konkursy architektoniczne w latach 1946, 1956 i 1963. W roku 1961 urządzono alejki parkowe, posadzono drzewa i krzewy, a w roku 1997 uchwałą Rady Miasta Gdyni teren ten otrzymał nazwę „Park Rady Europy”. W roku 2007 ogłoszony został ostatni konkurs architektoniczny, a planowanej inwestycji władze miasta nadały nazwę „Forum Kultury”. W związku z tym, że reprezentacyjny plac publiczny nigdy nie powstał, Park Rady Europy został zwrócony w 2019 roku następcom byłych właścicielek.

## Architektura

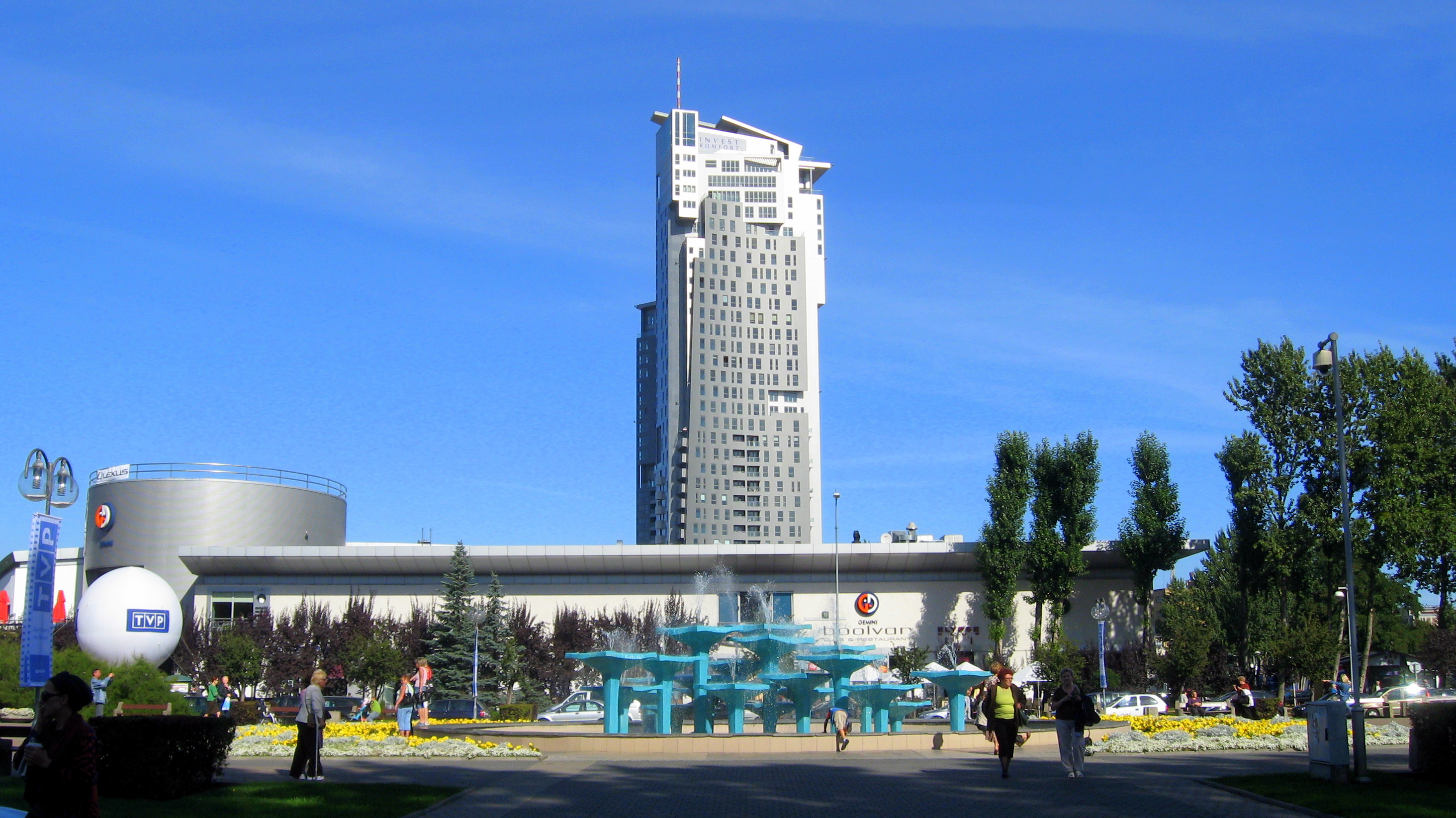
Fontanna między Skwerem Kościuszki a Molem Południowym, w tle budynki Sea Towers

Gdynia jako miasto powstałe dopiero w okresie międzywojennym jest pozbawiona stylów architektonicznych cechujących starsze miasta. Zbudowana w stylu modernizmu była nazywana białym miastem. W czasie działań wojennych zabudowa nie uległa poważniejszym zniszczeniom, dzięki czemu zachowało się historyczne Śródmieście. W latach 70. i 80. XX w. zaczęły się pojawiać budynki z wielkiej płyty. Na obszarze Gdyni znajduje się również kilka wieżowców, m.in. zespół Sea Towers.

## Bezpieczeństwo

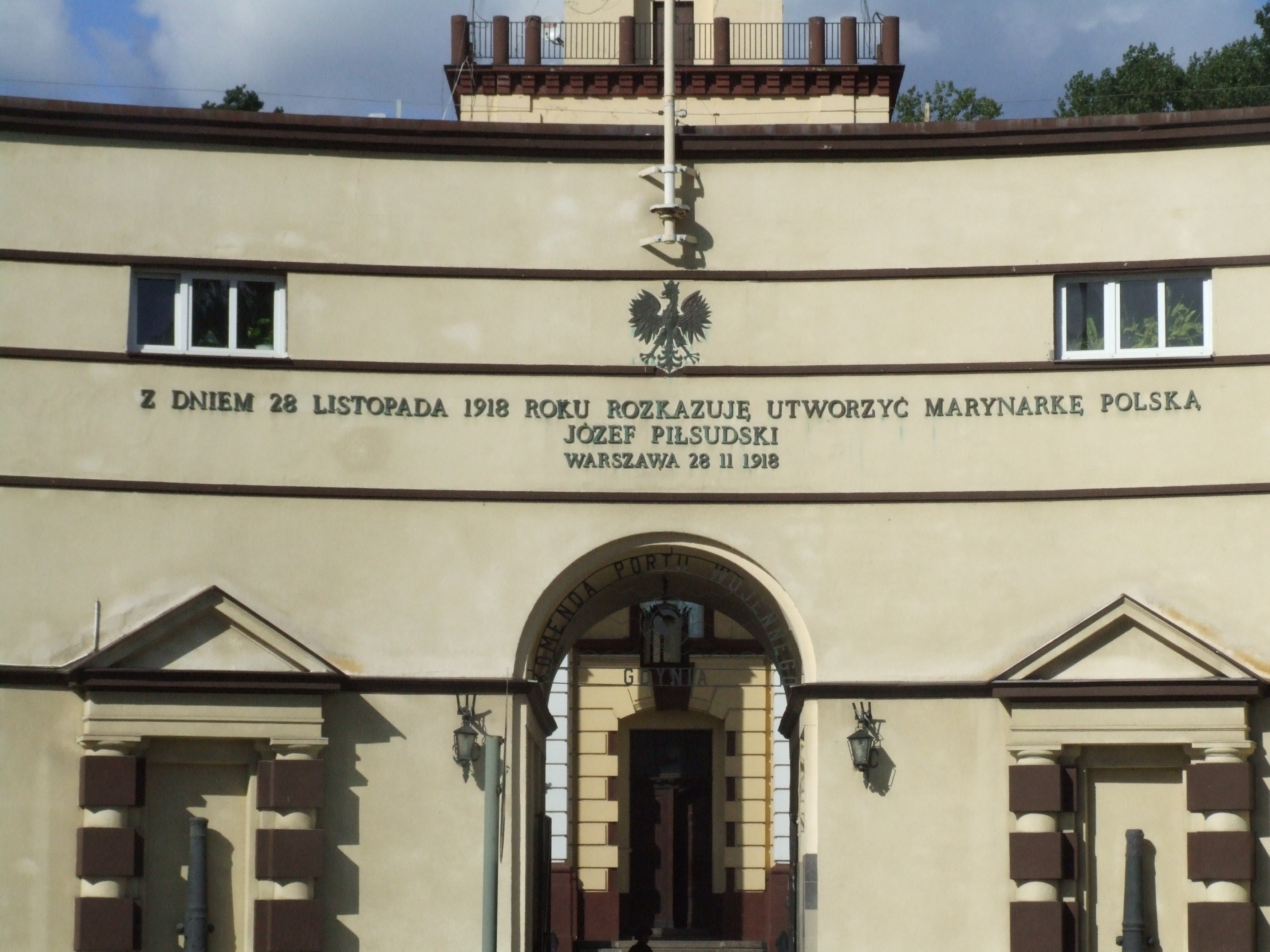
Komenda Portu Wojennego Gdynia

### Przestępczość
W okresie od stycznia do września 2007 roku zarejestrowano w Gdyni 6145 przestępstw, o 859 przestępstw (tj. o 12,3%) mniej niż w 2006 roku, co wskazuje na poprawę stanu bezpieczeństwa w Gdyni. W dalszym ciągu utrzymuje się korzystna tendencja, według której Gdynia jest najbezpieczniejszym z miast wchodzących w skład Trójmiasta. Wskaźnik wykrywalności przestępstw był niższy od średniej wojewódzkiej, wyniósł 50,3%. Najwyższy udział (85,7%) wśród stwierdzonych przestępstw miały trudne do wykrycia przestępstwa kryminalne, których wykrywalność wyniosła 50,8%. W okresie od stycznia do września 2007 roku stwierdzono 103 kradzieży samochodów osobowych, tj. mniej o 137 (o 57,1%) od dokonanych w 2006 roku. Osobny problem stanowią wypadki drogowe z ofiarami w ludziach (48) w rejonie gdyńskim – ich liczba była o 6 wyższa w porównaniu do I kwartału 2006 roku. W wypadkach poszkodowanych zostało 61 osób, w tym dwie zginęły na miejscu wypadku.

### Wojsko
W mieście funkcjonują jednostki związane z Marynarką Wojenną i jednostkami pomocniczymi oraz przynależące do Wojsk Specjalnych i Sił Powietrznych. Port wojenny Gdynia stanowi jedną z baz morskich NATO. Stacjonujące w nim okręty biorą udział w organizowanych corocznie manewrach głównie na obszarze Morza Bałtyckiego.

## Sport

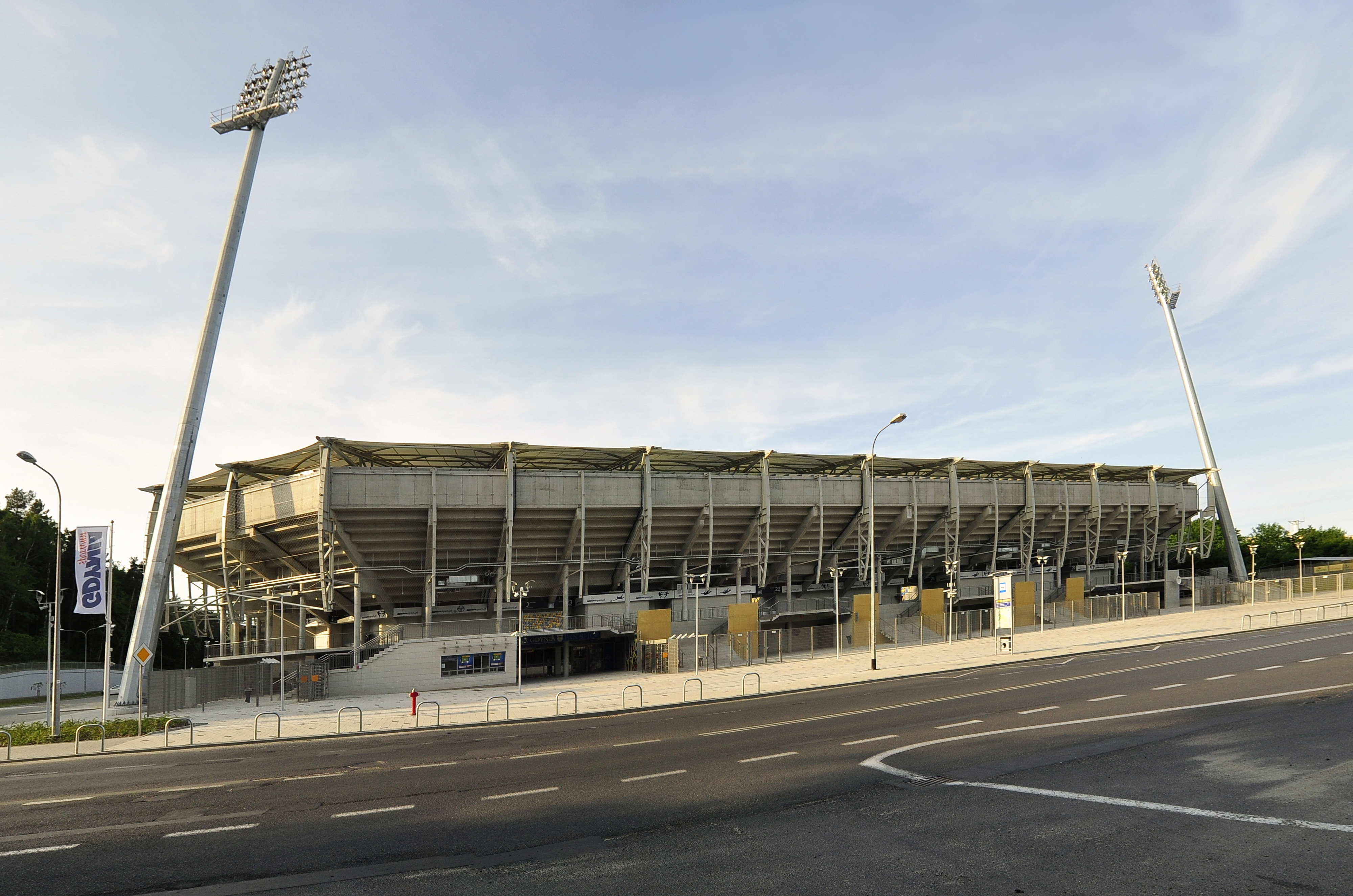
Stadion Miejski w Gdyni

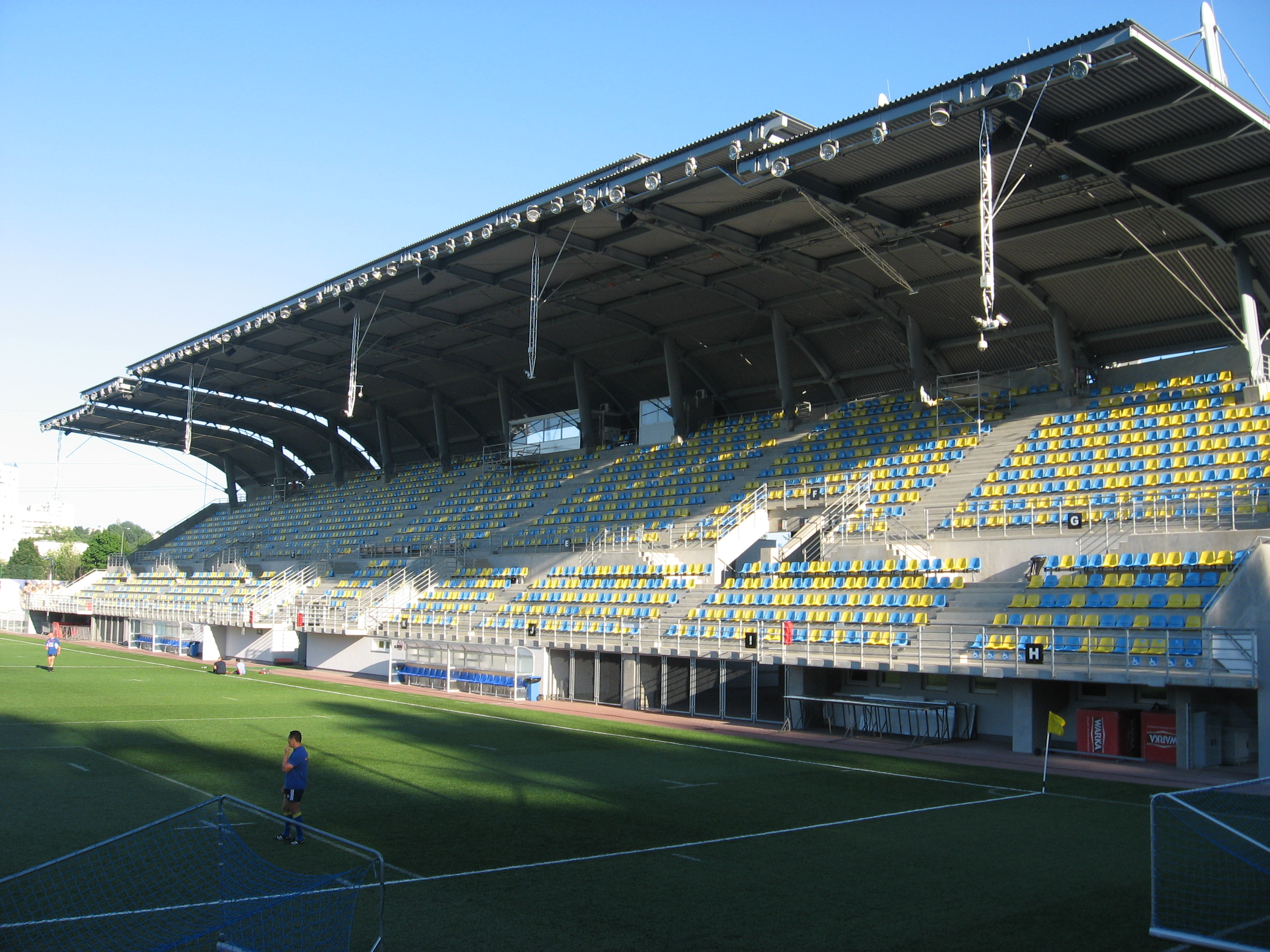
Narodowy Stadion Rugby

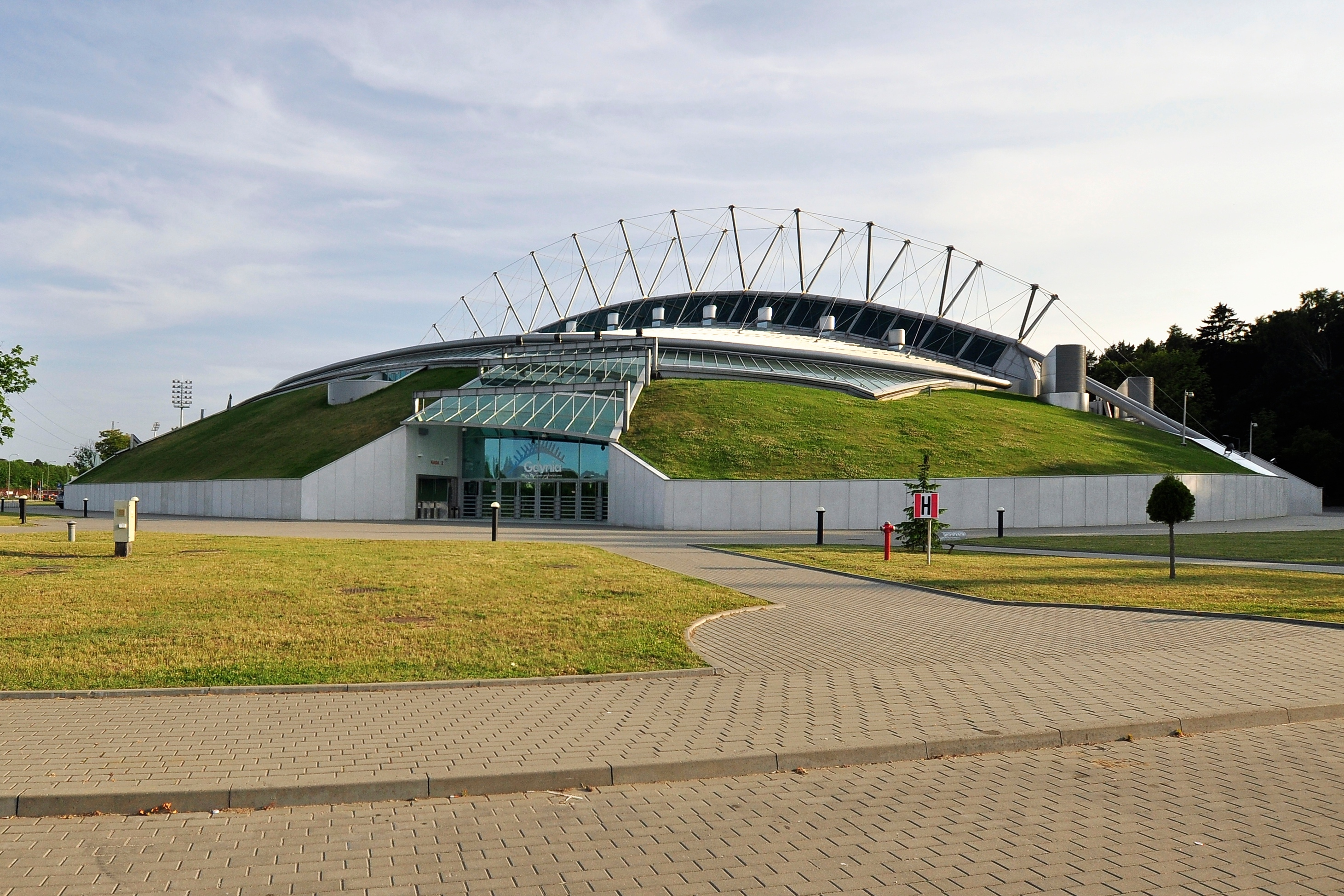
Hala Sportowo-Widowiskowa Gdynia

W Gdyni funkcjonują sekcje i kluby sportowe reprezentujące różne dyscypliny sportu – od piłki nożnej, przez koszykówkę, na żeglarstwie skończywszy. Dla mieszkańców oddano też do użytku kilka basenów. Jeden działa przy Uniwersytecie Morskim, 4 udostępniono na terenie placówek edukacyjnych, a 2 pozostałe istnieją samodzielnie.

### Kluby sportowe
Gdynia jest reprezentowana przez kilka klubów piłkarskich, do najstarszych należą Arka Gdynia (Puchar Polski w 1979 i 2017 roku) oraz Bałtyk Gdynia. Towarzystwo Krzewienia Kultury Fizycznej „Nauta Gdynia” to klub piłkarski założony w 1983, występujący dawniej w niższych ligach piłkarskich okręgu gdańskiego. Inne istniejące kluby to Klub Piłkarski Gdynia oraz Pomorzanin Gdynia.
W mieście działa klub rugby RC Arka Gdynia, który zdobył Puchar Europy Regionów w 2005 roku. Z Gdynią związana jest drużyna koszykarska Arki Gdynia, która występuje w PLKK i od 1999 roku w Eurolidze kobiet. W latach 2000–2007 istniała też męska drużyna koszykówki Viking Gdynia. Z przyczyn finansowych jej działalność została zamknięta 11 października. Od sezonu 2009/2010 Gdynię reprezentuje drużyna Asseco Arki Gdynia, która przeniosła swoją siedzibę z Sopotu. Piłka ręczna jest reprezentowana przez męski zespół Arki Gdynia. Do roku 2018 w PGNiG Superlidze Kobiet występowały piłkarki ręczne Arka Gdynia. Decyzją Komisarza Rozgrywek ZPRP, 8 listopada 2018 roku, drużyna została oficjalnie skreślona z tych rozgrywek.
Uczniowski Klub Sportowy Morświn powstał w celu popularyzowania łucznictwa wśród dzieci, młodzieży i dorosłych. Lekkoatletyką zajmuje się Klub Sportowy Zorza. Prowadzi on szkolenia w konkurencjach biegowych od 400 m i finansuje go budżet gminy Gdynia. Lekkoatletyka jest również domeną Klubu Lekkoatletycznego Gdynia. Jego członkowie biorą udział w zawodach o zasięgu wojewódzkim, krajowym, jak i międzynarodowym. Klub Sportowy Złoty Tur zrzesza zawodników trenujących siłowanie na rękę. Miłośnicy paralotniarstwa mogą zrzeszać się od 2002 roku w Glide Club Gdynia. Klub prowadzi działalność w Gdyni i w okolicach (również na Kaszubach). Treningiem judo trudni się Uczniowski Klub Sportowy Viking. Do innych klubów, które również zajmują się judo i których zawodnicy biorą udział w zawodach należą Galeon Gdynia, UKS Viking, Opty Gdynia, Cisowa Gdynia oraz Akademia Judo. Ticada wprowadza w tajniki profesjonalnego nurkowania i aktywnych form turystyki. Prócz szkoleniem nurków zajęła się dodatkowo szkoleniem ratowniczym, strzeleckim oraz prowadzeniem sklepu ze specjalistycznym sprzętem.
Do działalności sportowej należy Gdyńskie Centrum Sportu (dawny GOSiR-Gdyński Ośrodek Sportu i Rekreacji). Dysponuje on kilkoma obiektami do gry, w tym Stadionem Miejskim do gry w piłkę nożną (z którego korzystają m.in. piłkarze nożni Arki Gdynia) i stadionem rugby. Na przyległej działce znajduje się będąca własnością Urzędu Miasta Gdyni Gdynia Arena.
Ulokowanie Gdyni nad morzem przyczyniło do pojawienia się klubów żeglarskich, jak Jacht Klub Morski „Gryf” i Yacht Klub Polski. Oba kluby mają przedwojenną tradycję – pierwszy istnieje od 1928 roku, a drugi powstał w 1924 roku. YKP Gdynia funkcjonował pierwotnie w Warszawie i jego pierwszym komandorem był gen. Mariusz Zaruski.
Przy Marynarce Wojennej, ale poza strukturą Wojska Polskiego, działa Flota Gdynia. Podzielony jest na sekcje – od podnoszenia ciężarów po tenis ziemny.
W Gdyni istnieją również kluby hokejowe GKH Gdynia i HUKS Niedźwiadki. Nieoficjalną datą powstania tego pierwszego klubu jest 23 grudnia 2001 roku. Tego dnia otwarto pierwsze sztuczne lodowisko w Gdyni. Nie miało ono pełnego wymiaru, pozwoliło jednak na pierwsze treningi gdyńskiej drużyny. GKH Gdynia uczestniczy w trójmiejskiej amatorskiej lidze hokejowej od samego początku, czyli od roku 2005. Największym sukcesem gdyńskiej drużyny było wicemistrzostwo ligi w sezonie 2007/2008.

#### Nieistniejące kluby sportowe
- Grom Gdynia – klub wielosekcyjny, wicemistrz Polski w siatkówce kobiet, mistrz A klasy w piłce nożnej. Przejęty w 1949 roku przez Gedanię Gdańsk[115].

### Cykliczne imprezy sportowe
- Herbalife Triathlon Gdynia

W latach 2014 i 2019 odbyły się zawody RedBull Air Race.

## Gdynia w kulturze

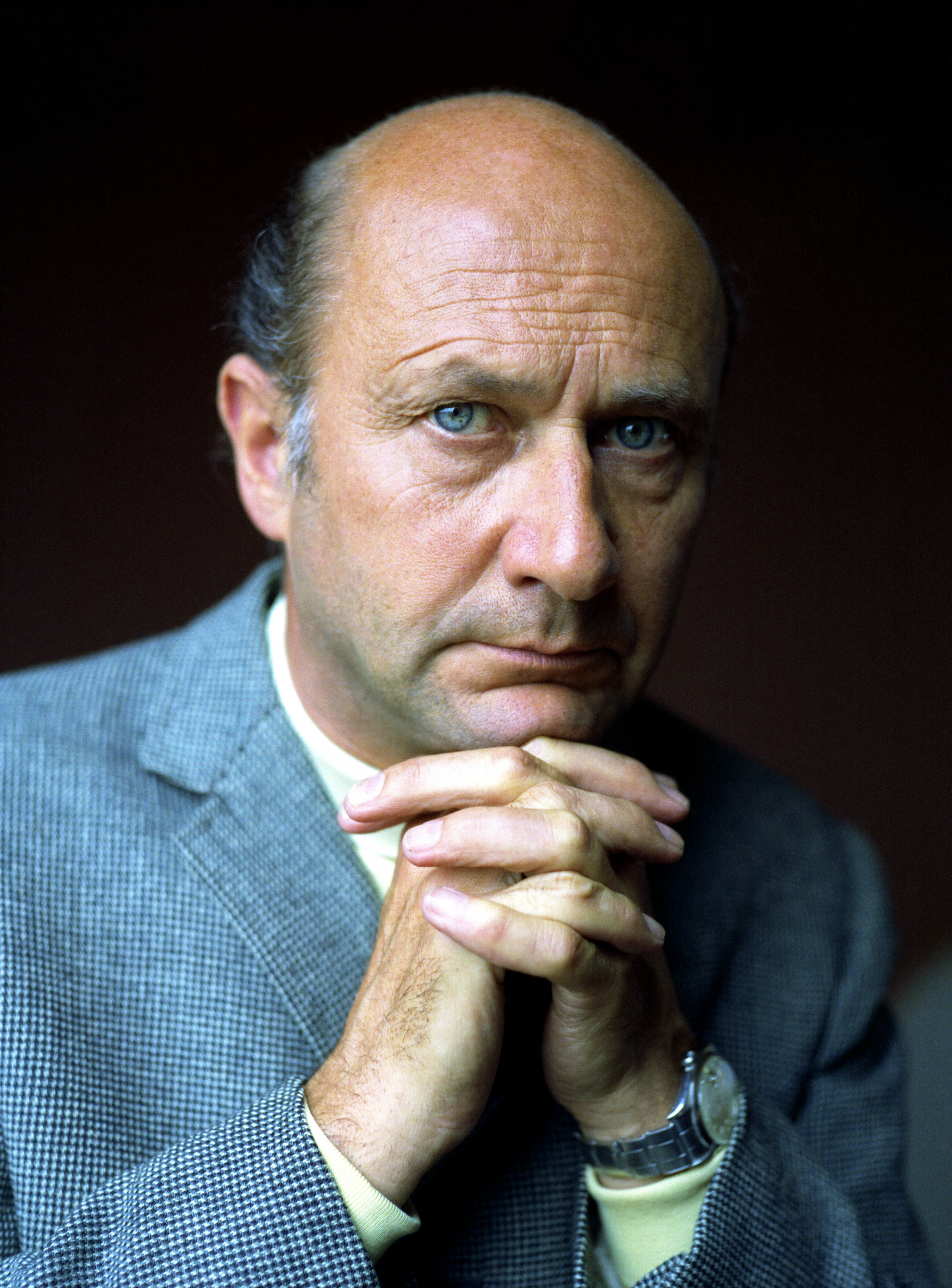
Donald Pleasence, jeden z odtwórców roli Ernsta Stavro Blofelda

- W 1927 roku w Gdyni, Gdańsku i Pucku nakręcono film sensacyjny Zew morza w reż. Henryka Szary. Ten pierwszy polski film sensacyjny i pierwszy nagrany na morzu został zrekonstruowany cyfrowo w 2013 roku.
- W powieści Operacja Piorun pióra Iana Fleminga Gdynia jest miejscem narodzin Ernsta Stavro Blofelda, szefa organizacji WIDMO (SPECTRE), jednego z najgroźniejszych przeciwników Jamesa Bonda. Miało to miejsce w 1908 roku (kiedy tak naprawdę, miasto jeszcze nie istniało).
- Gdynia jest miejscem akcji filmu kryminalnego Ostatni kurs.
- W Gdyni rozgrywa się akcja odcinka serialu 07 zgłoś się pt. Dlaczego pan zabił moją mamę?
- O powstaniu Gdyni jest film fabularny Miasto z morza.
- Losy Gdyni od założenia aż po wojnę opisuje trylogia Tak Trzymać!.
- Gdynia na planszy Monopoly Świat – jesienią 2008 roku. Gdynia jako pierwsze miasto polskie znalazła się na planszy Monopoly[116].

## Miasta partnerskie
Gdynia utrzymuje kontakty partnerskie z następującymi miastami:
| Miasto                     | Państwo           | Data podpisania porozumienia |
| -------------------------- | ----------------- | ---------------------------- |
| Aalborg                    | Dania             | 4 sierpnia 1987(dts)         |
| Brooklyn                   | Stany Zjednoczone | 14 lutego 1991(dts)          |
| Haikou                     | Chiny             | 24 kwietnia 2006(dts)        |
| Karlskrona                 | Szwecja           | 29 marca 1990(dts)           |
| Kilonia                    | Niemcy            | 25 czerwca 1985(dts)         |
| Kłajpeda                   | Litwa             | 12 stycznia 1993(dts)        |
| Kotka                      | Finlandia         | 9 marca 1988(dts)            |
| Kristiansand               | Norwegia          | 21 września 1991(dts)        |
| Kunda                      | Estonia           | 24 lutego 2001(dts)          |
| Lipawa                     | Łotwa             | 12 października 1999(dts)    |
| Plymouth                   | Wielka Brytania   | 11 września 1976(dts)        |
| Seattle                    | Stany Zjednoczone | 23 kwietnia 1994(dts)        |
| Związek Wybrzeża Opalowego | Francja           | 25 listopada 2004(dts)       |
| Zhuhai                     | Chiny             | 17 maja 2017(dts)            |
| Żytomierz                  | Ukraina           | 27 marca 2022(dts)           |

## Sąsiednie gminy
Gdańsk, Kosakowo, Rumia, Sopot, Szemud, Wejherowo, Żukowo